# Велика трійка (автомобільні виробники)
В автомобільній промисловості, термін Велика трійка стосується трьох найбільших автовиробників країни: 
- В Сполучених Штатах Америки великою трійкою є General Motors Company, Ford Motor Company і Fiat Chrysler Automobiles (FCA) US LLC.[1][2]
- У Японії великою трійкою є Toyota Motor Corporation, Nissan Motor Company і Honda Motor Company.[3]
- У Німеччині великою трійкою є Audi (Volkswagen AG), Mercedes-Benz (Daimler AG) і BMW AG.[4]
- У Франції великою трійкою є Renault (частина Groupe Renault), Peugeot і Citroën (хоча обидва є частиною Groupe PSA).[5]
- В Італії великою трійкою раніше були Alfa Romeo, Lancia і Fiat (зараз всі три є частиною FCA Italy).[6]
- У Китаї великою трійкою є Shanghai Automotive Industry Corporation (SAIC Motor), Dongfeng Motor Corporation (Dongfeng) і First Automotive Corporation (FAW).
- В Індії великою трійкою є Maruti Suzuki, Mahindra і Tata Motors.[7]
- В Південній Кореї великою трійкою є Hyundai, Kia і Genesis, хоча Hyundai володіє брендом Genesis і має 33% в Kia.
- В Австралії великою трійкою були Holden, Ford Australia і Toyota Australia.

## США та Канада
General Motors Company, Ford Motor Company та Fiat Chrysler Automobiles (FCA) US LLC часто називають «великою трійкою», оскільки вони є найбільшими автовиробниками у Сполучених Штатах та Канаді. Вони були деякий час найбільшими в світі та двоє з них досі входять в першу п'ятірку. Велика трійка також відрізняється не тільки за її розмірами та географією, але й за її бізнес-моделлю. Всі три компанії розмістили свої штаб-квартири в районі Детройту. Більшість їхніх операцій об'єднано з профспілками United Auto Workers та Canadian Auto Workers.

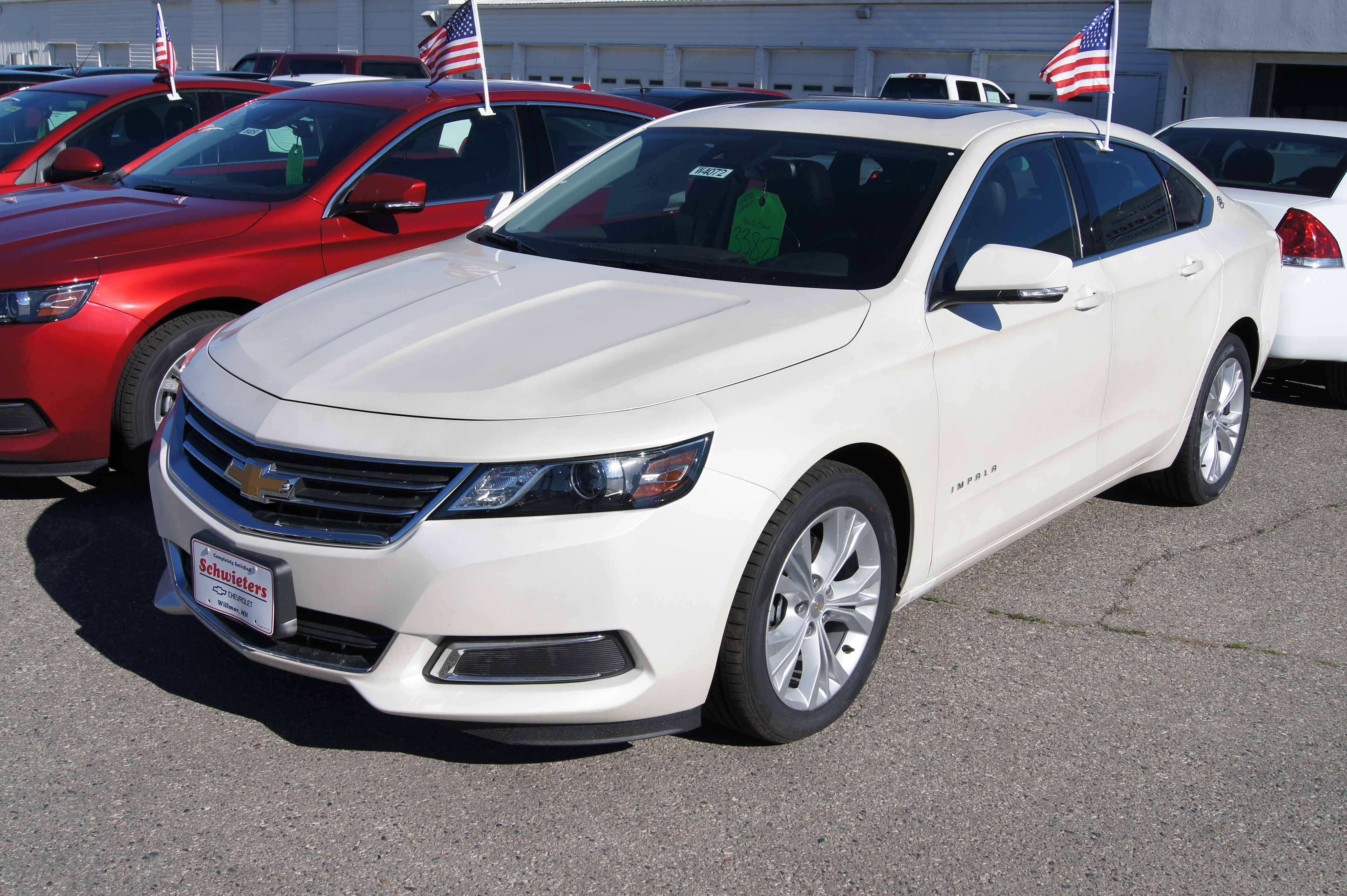
Chevrolet Impala (2013–2020)
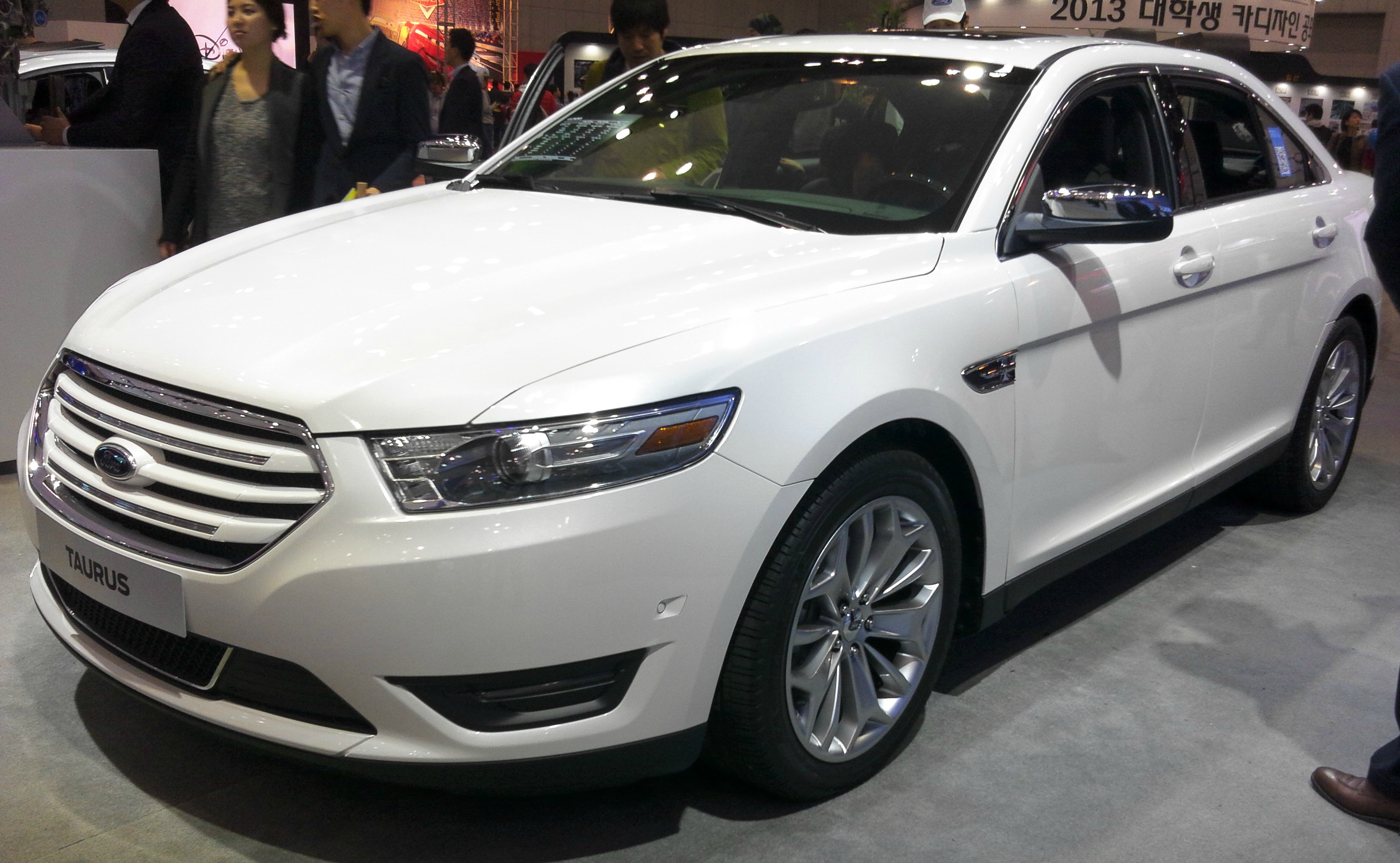
Ford Taurus (2009–2019)
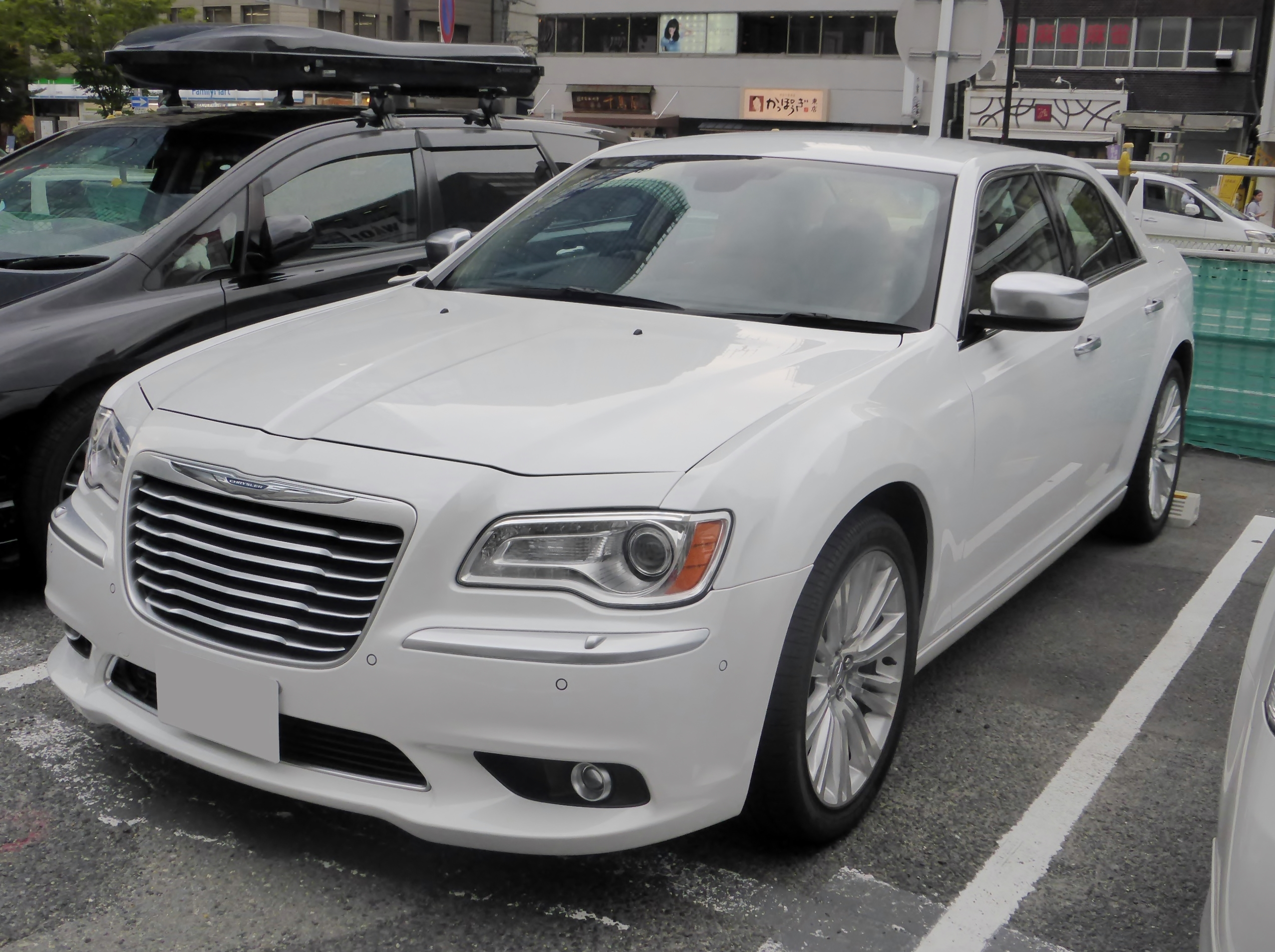
Chrysler 300 (2011–2023)

## Японія
Японські автовиробники Toyota Motor Corporation, Nissan Motor Company та Honda Motor Company, серед багатьох інших, вже давно вважаються лідерами у виробництві невеликих, економних автомобілів. Їхні транспортні засоби вийшли на перший план у зв'язку з нафтовою кризою 1973 року, яка мала великий вплив на автомобільну промисловість.

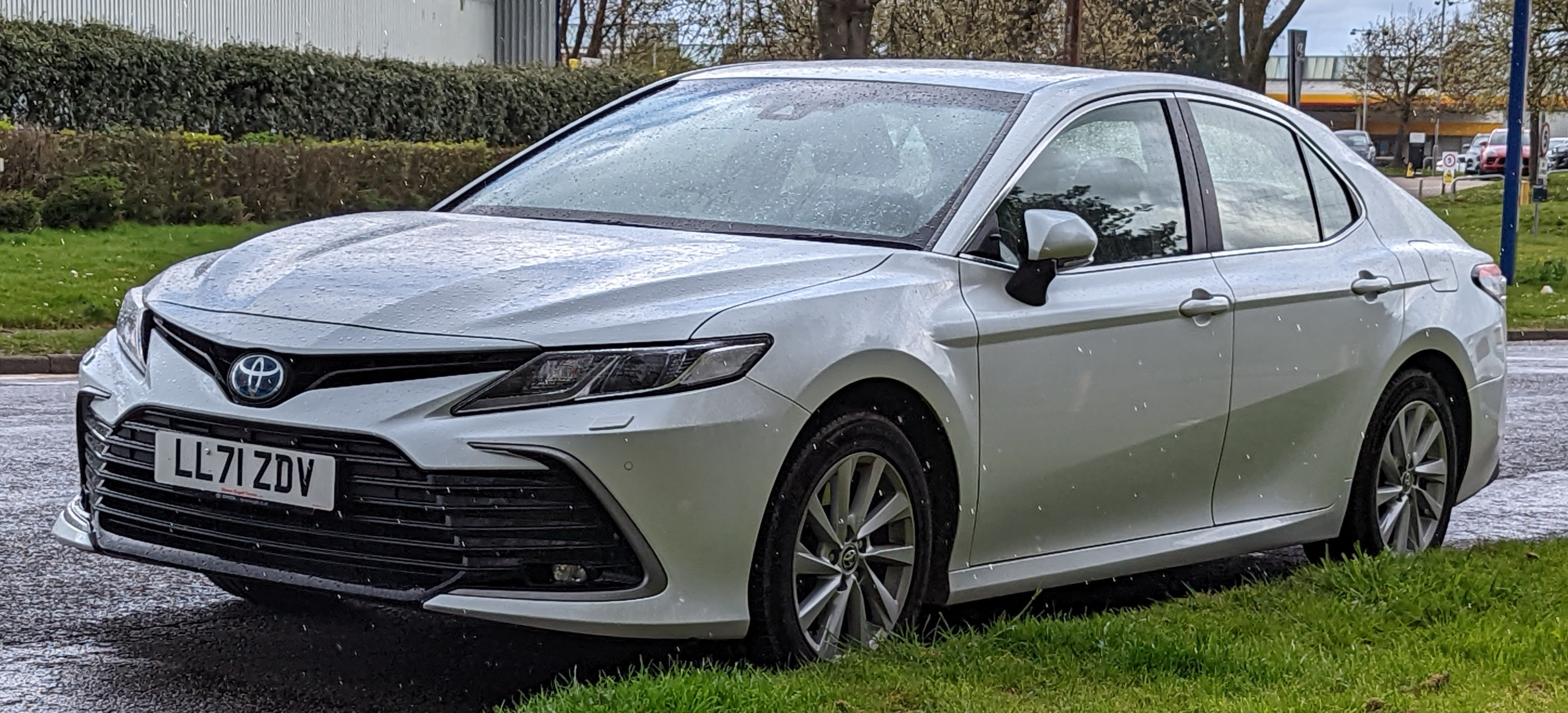
Toyota Camry (2017–дотепер)
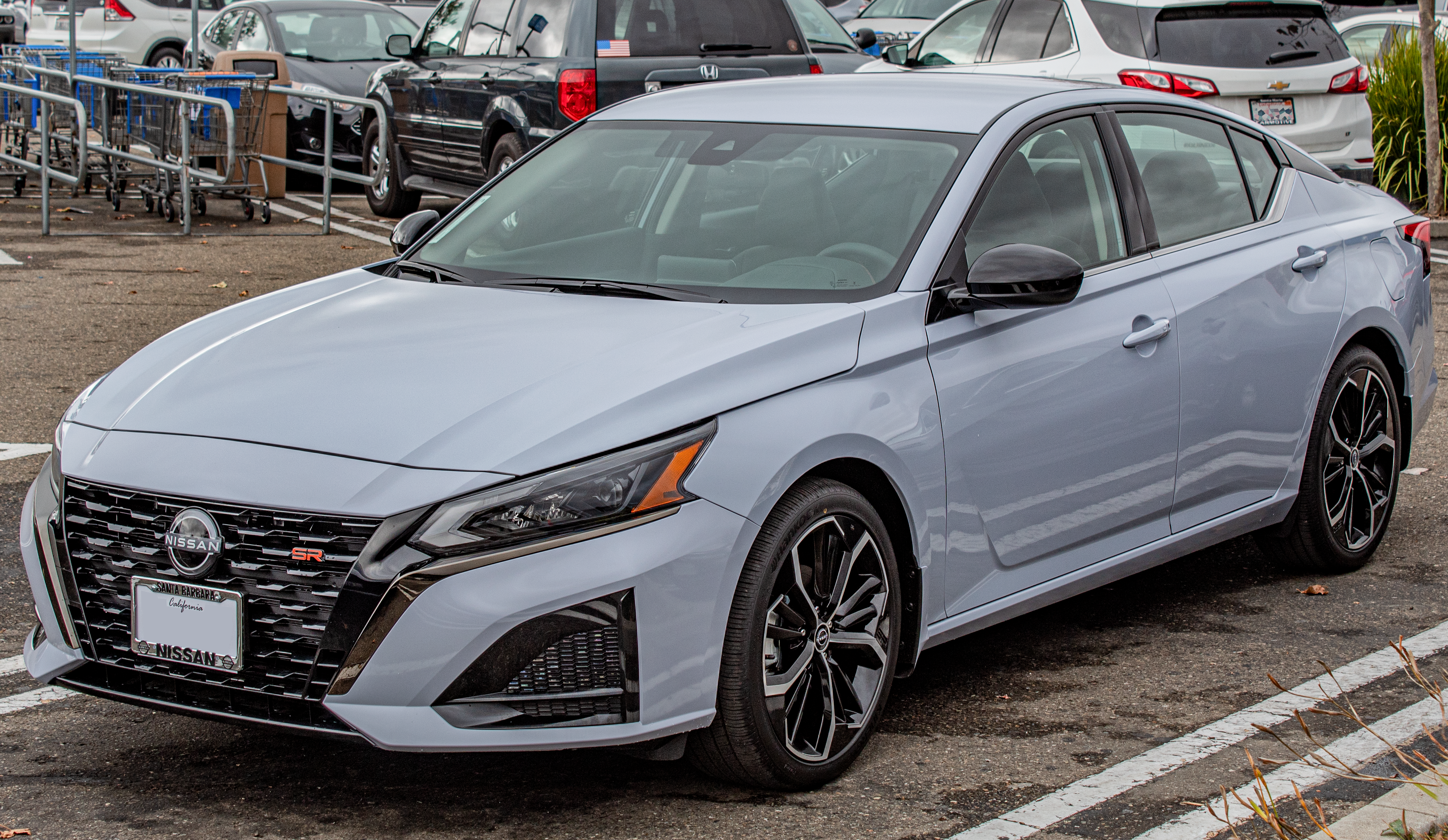
Nissan Altima/Teana (2018–дотепер)
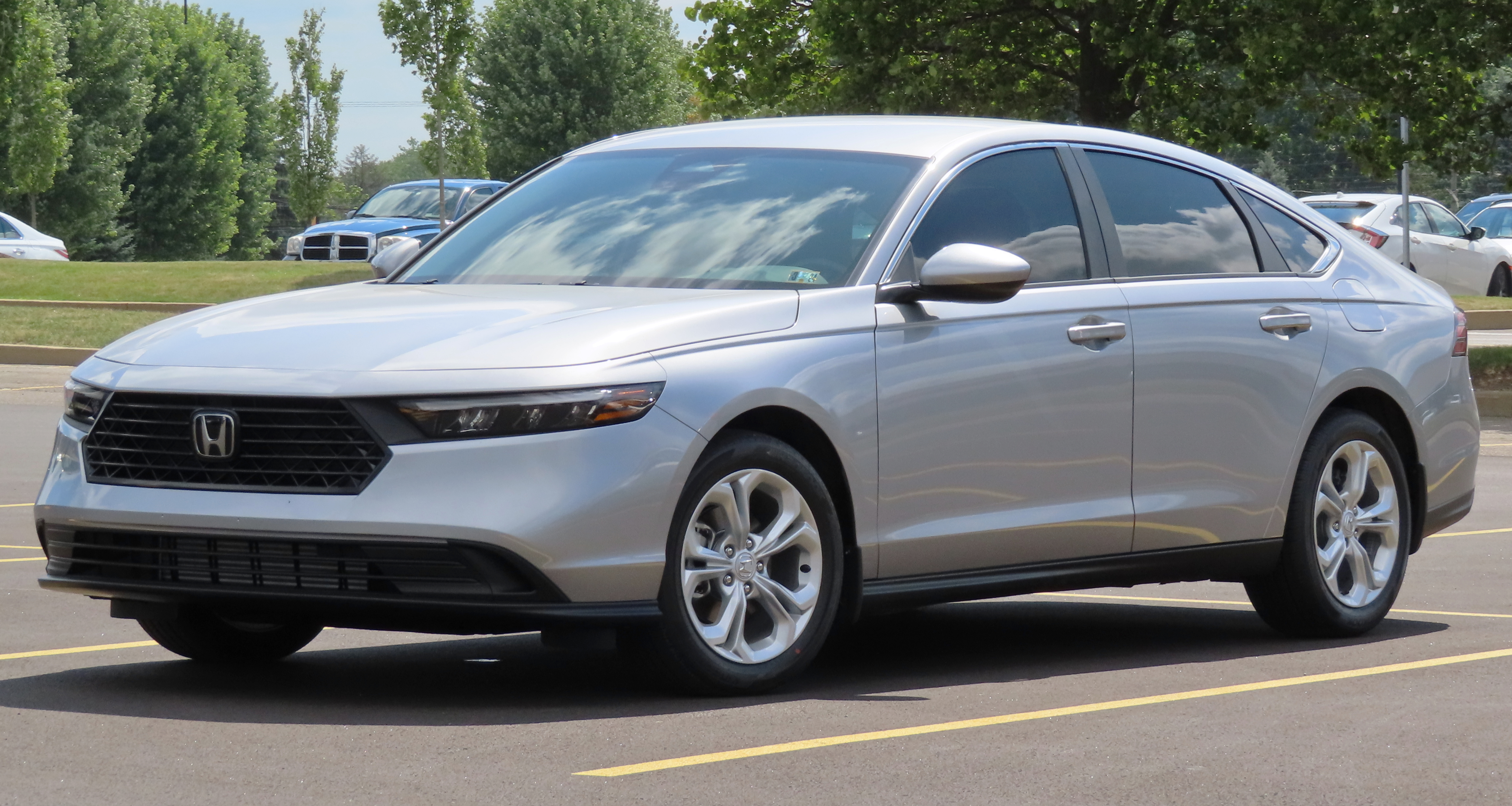
Honda Accord (2023–дотепер)

## Німеччина
Німецьке тріо Audi, Mercedes-Benz та BMW часто називають «німецькою великою трійкою», хоча фактичними великими виробниками автомобілів є Volkswagen AG (виробник Audi), Daimler AG (виробник Mercedes-Benz) та BMW AG.
Audi, Mercedes-Benz та BMW займають приблизно 80% ринку автомобілів люкс-класу.

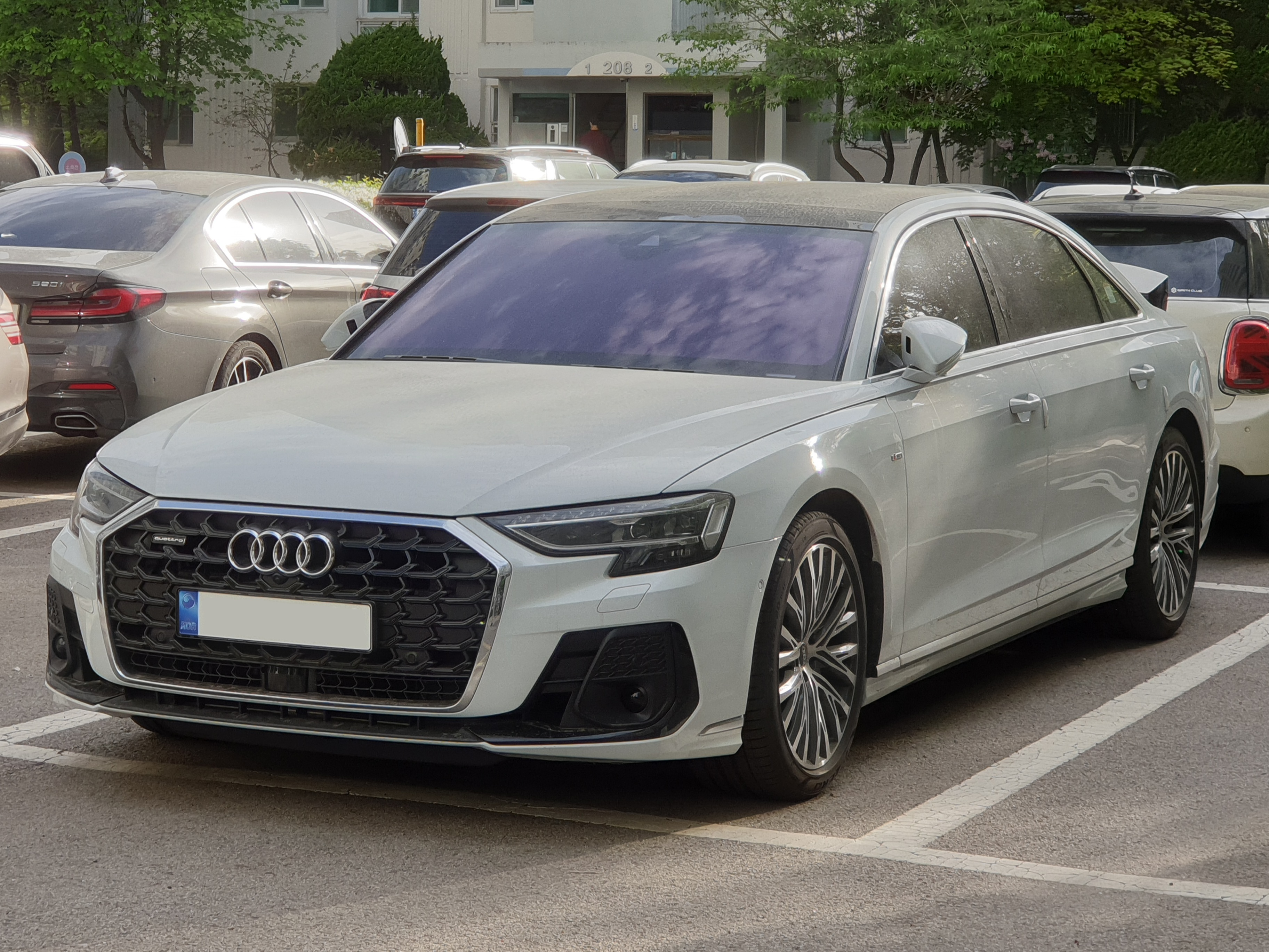
Audi A8 (2017–дотепер)
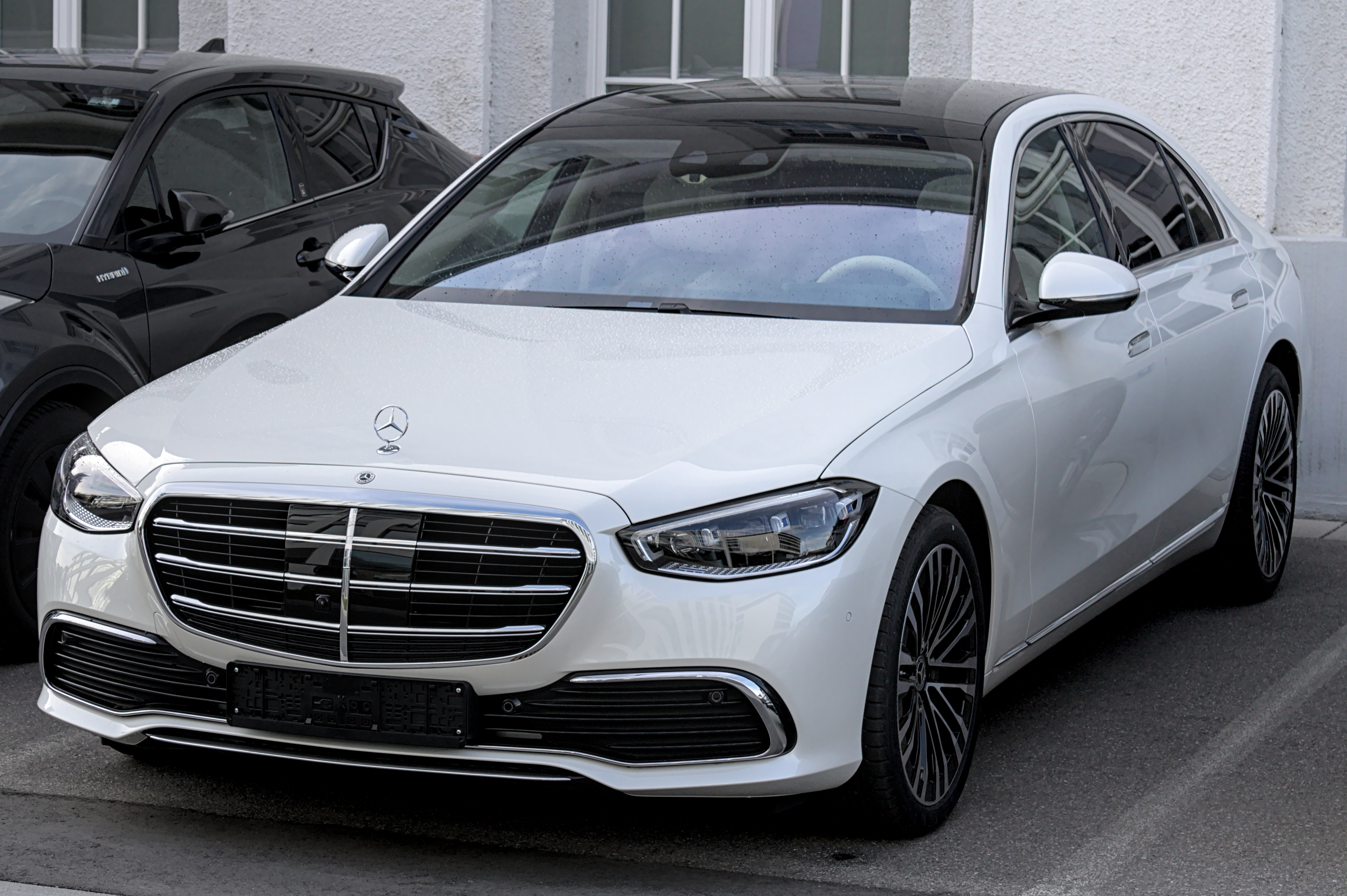
Mercedes-Benz S-Class (2020–дотепер)
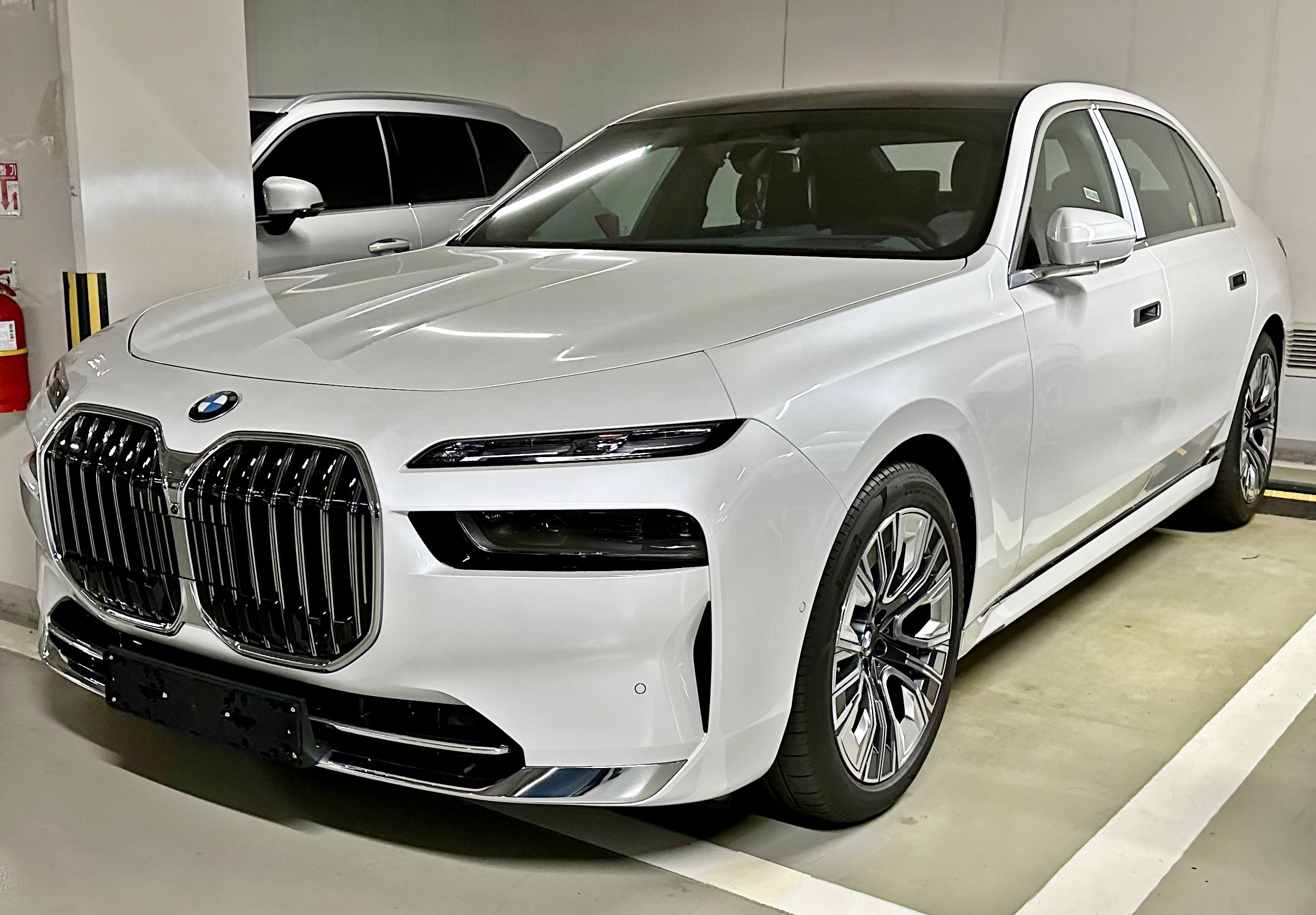
BMW 7 Series (2022–дотепер)

## Франція
Renault, Peugeot та Citroën часто називають Французькою великою трійкою, хоча останній є частиною Groupe PSA.
Франція є домівкою для двох великих автомобільних компаній:
- Groupe PSA (раніше PSA Peugeot Citroën), яка володіє брендами Peugeot, Citroën, DS Automobiles, Opel, Vauxhall і була 2-м за величиною автовиробником в Європі і 11-м за величиною в світі станом на 2015 рік.
- Groupe Renault (раніше Renault S.A.), яка володіє брендами Renault, Alpine, Dacia, Lada, Renault Samsung Motors, має 43% у Nissan і була 3-м за величиною автовиробником в Європі і 10-м за величиною в світі станом на 2015 рік.

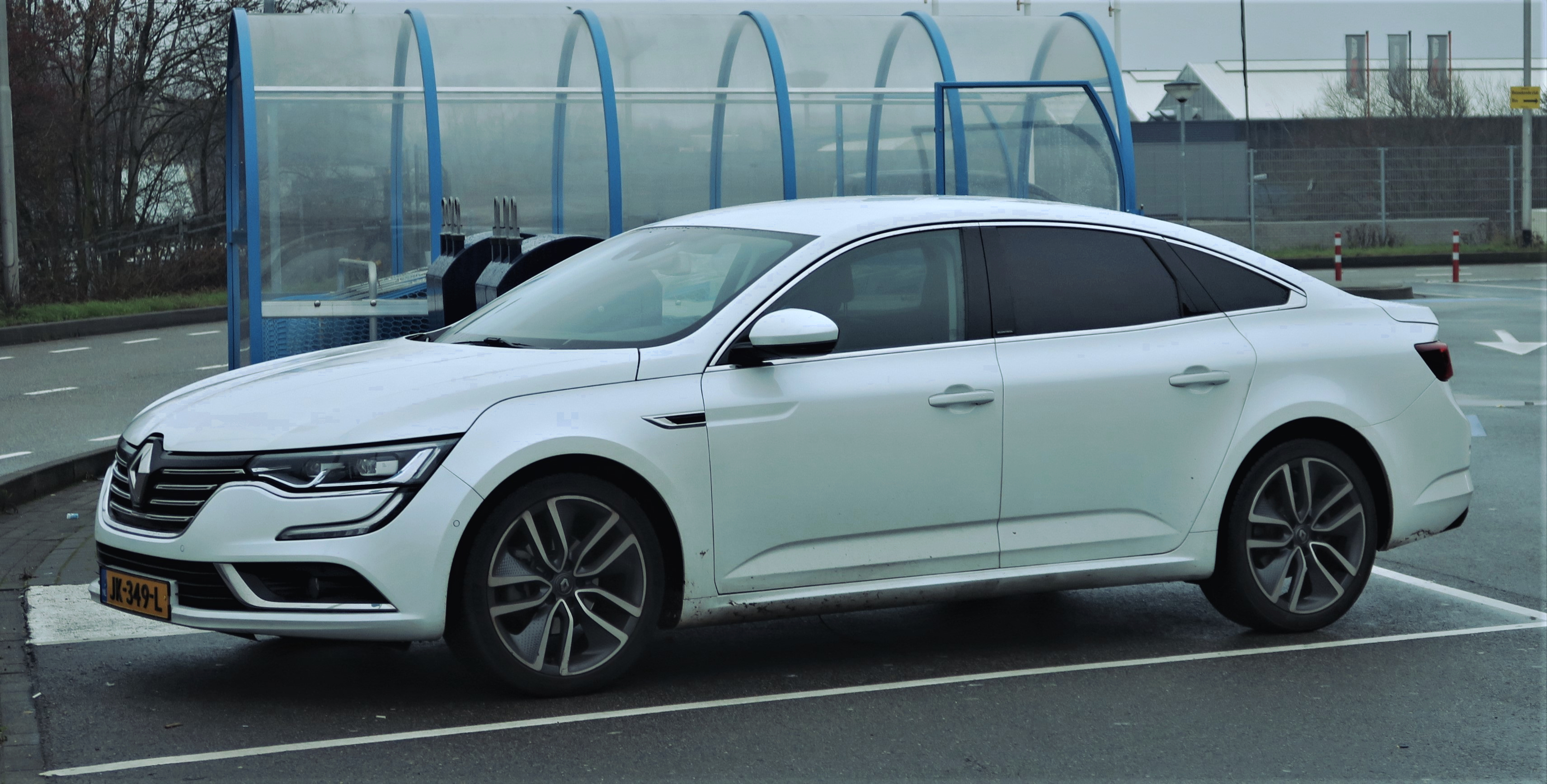
Renault Talisman (2015–2022)
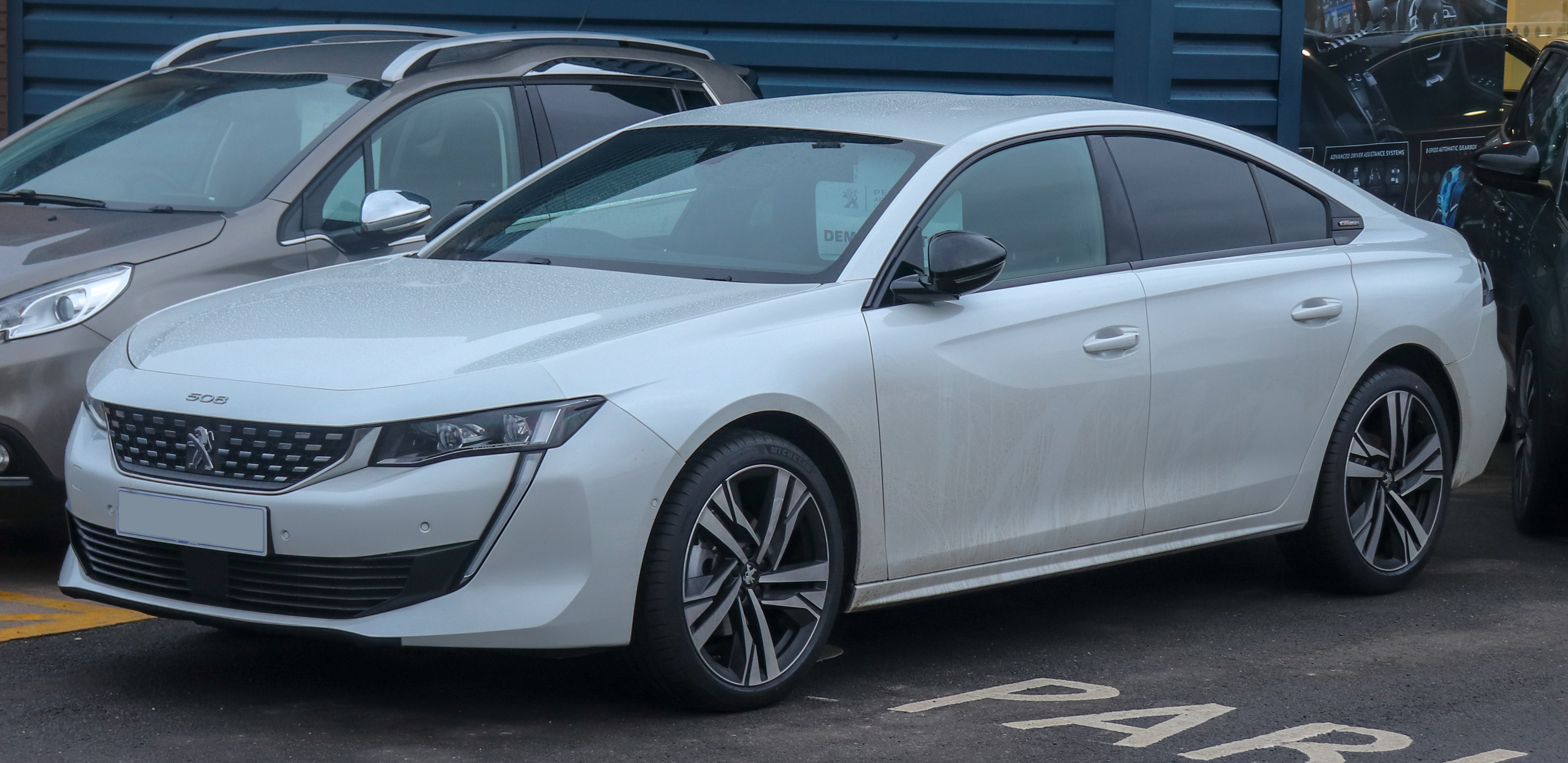
Peugeot 508 ІІ (2018–дотепер)
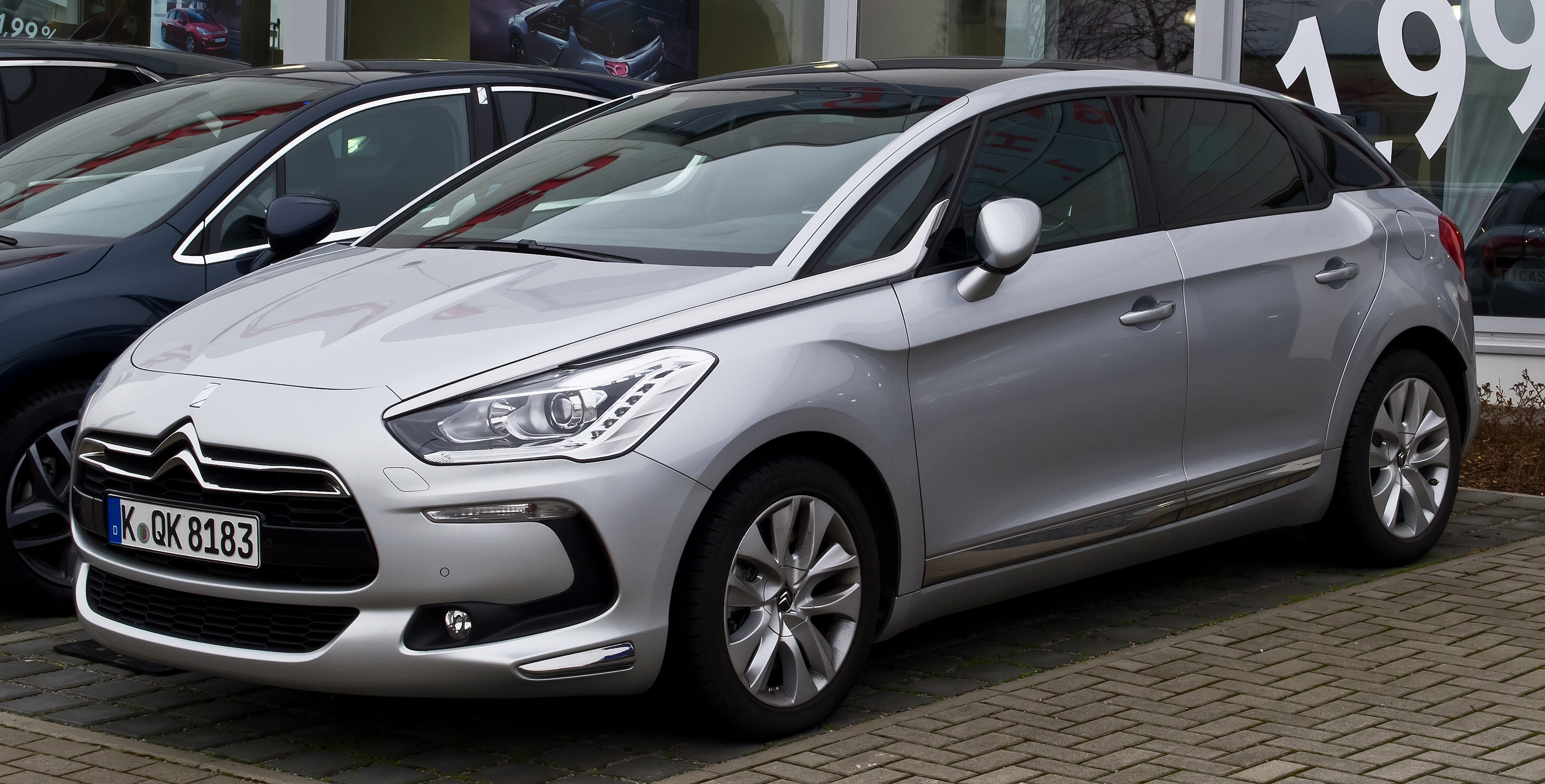
Citroën DS5 (2011–2018)

## Італія

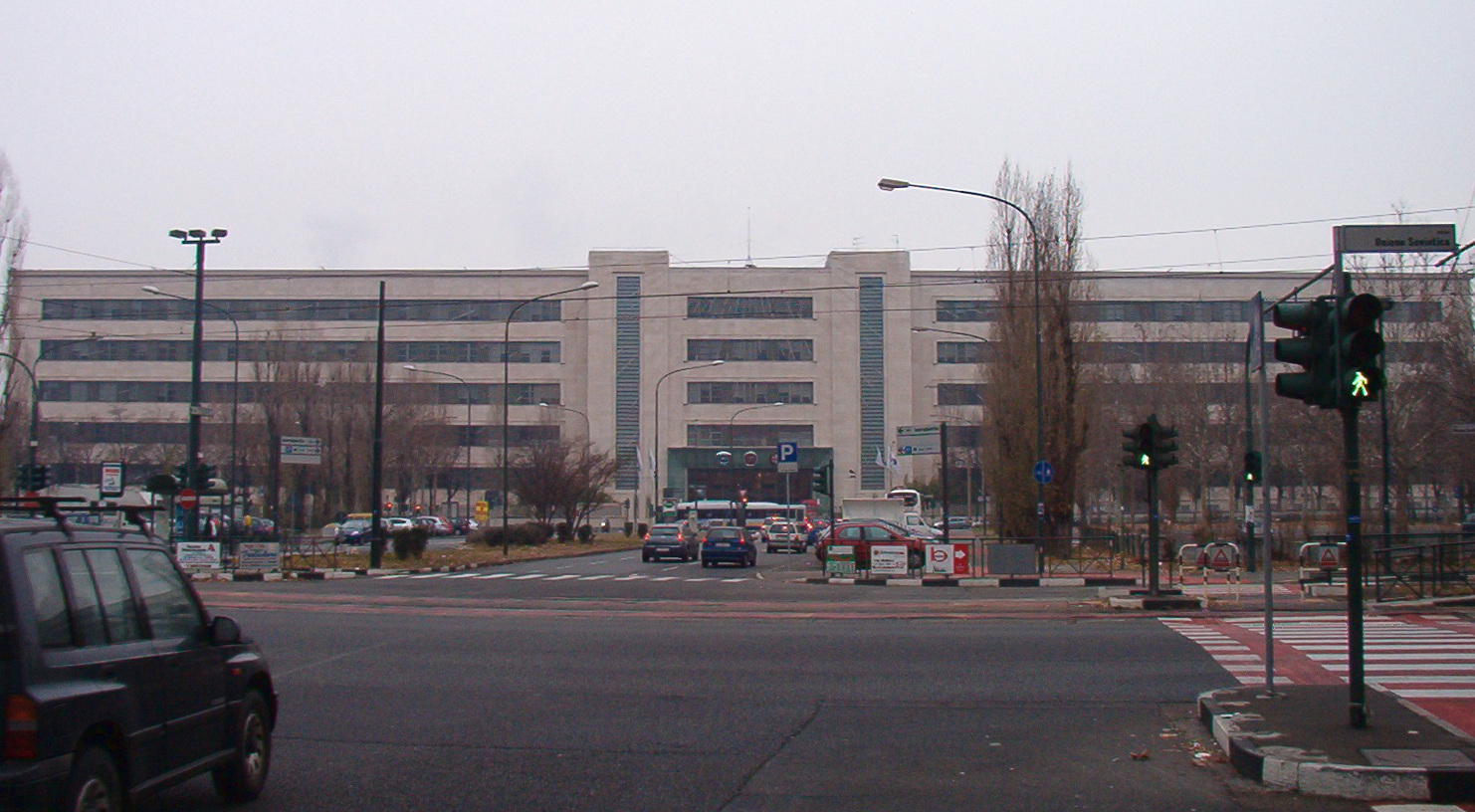
Завод Fiat у Турині

Італія є одним з значних автомобільних виробників в Європі і світі.
В даний час в італійській автомобільній промисловості майже повністю домінує Fiat Group; в 2001 році понад 90% транспортних засобів були вироблені ним. Так само як і власне бренд Fiat, який випускає переважно масові моделі для ринку, Fiat Group також володіє престижними марками Alfa Romeo і Lancia та екзотичною Maserati.

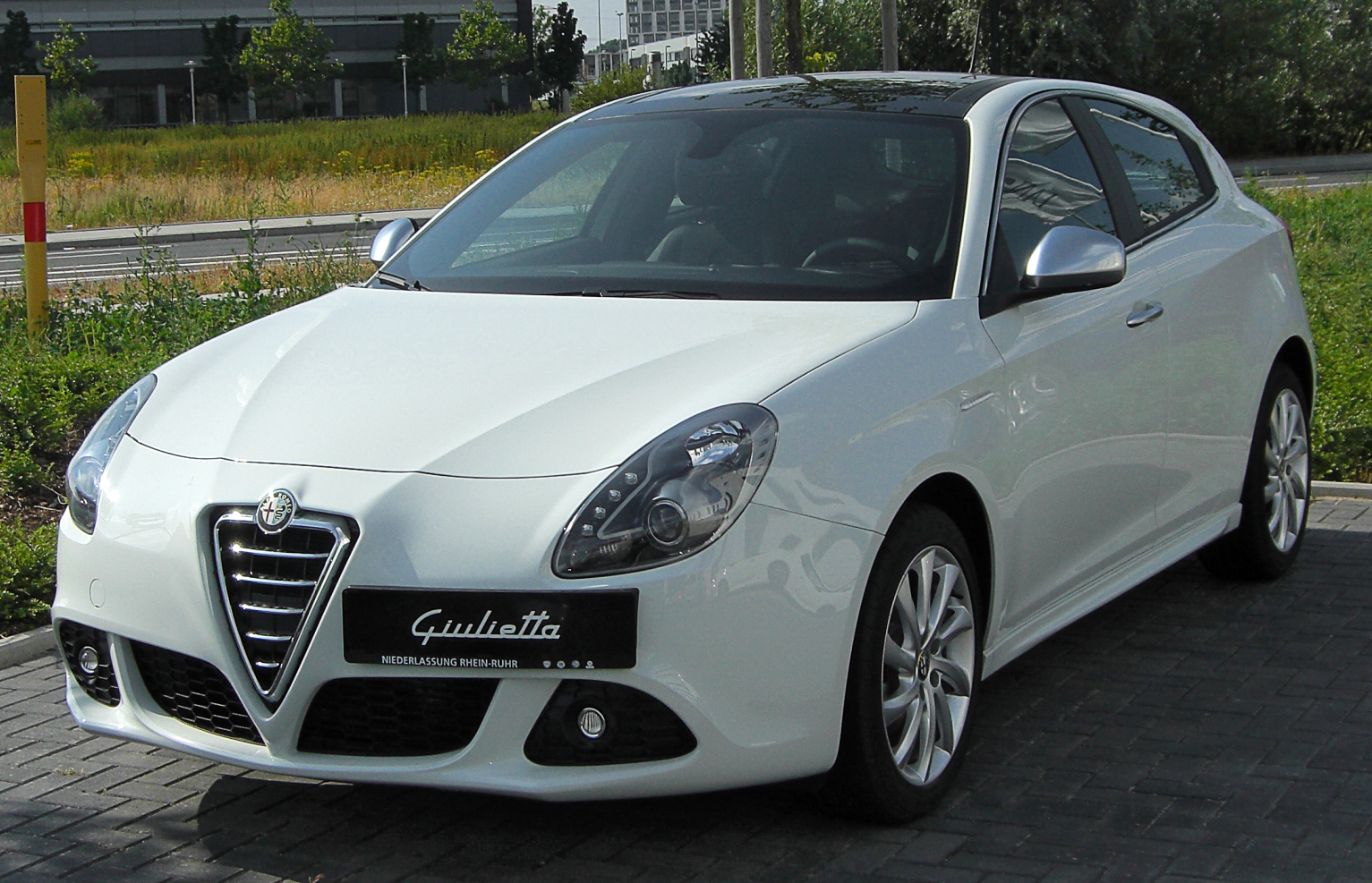
Alfa Romeo Giulietta (2010–2020)
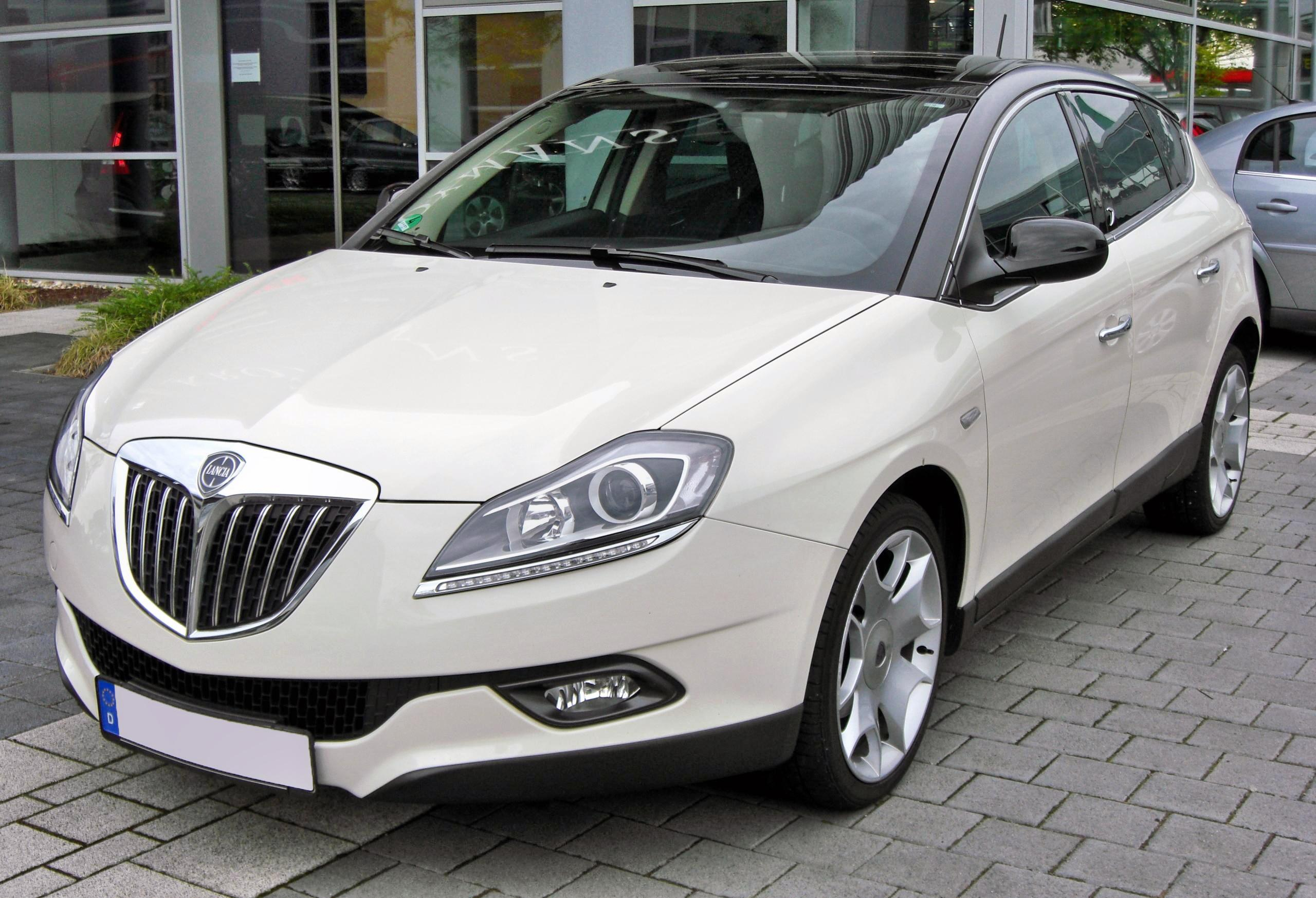
Lancia Delta (2008–2014)
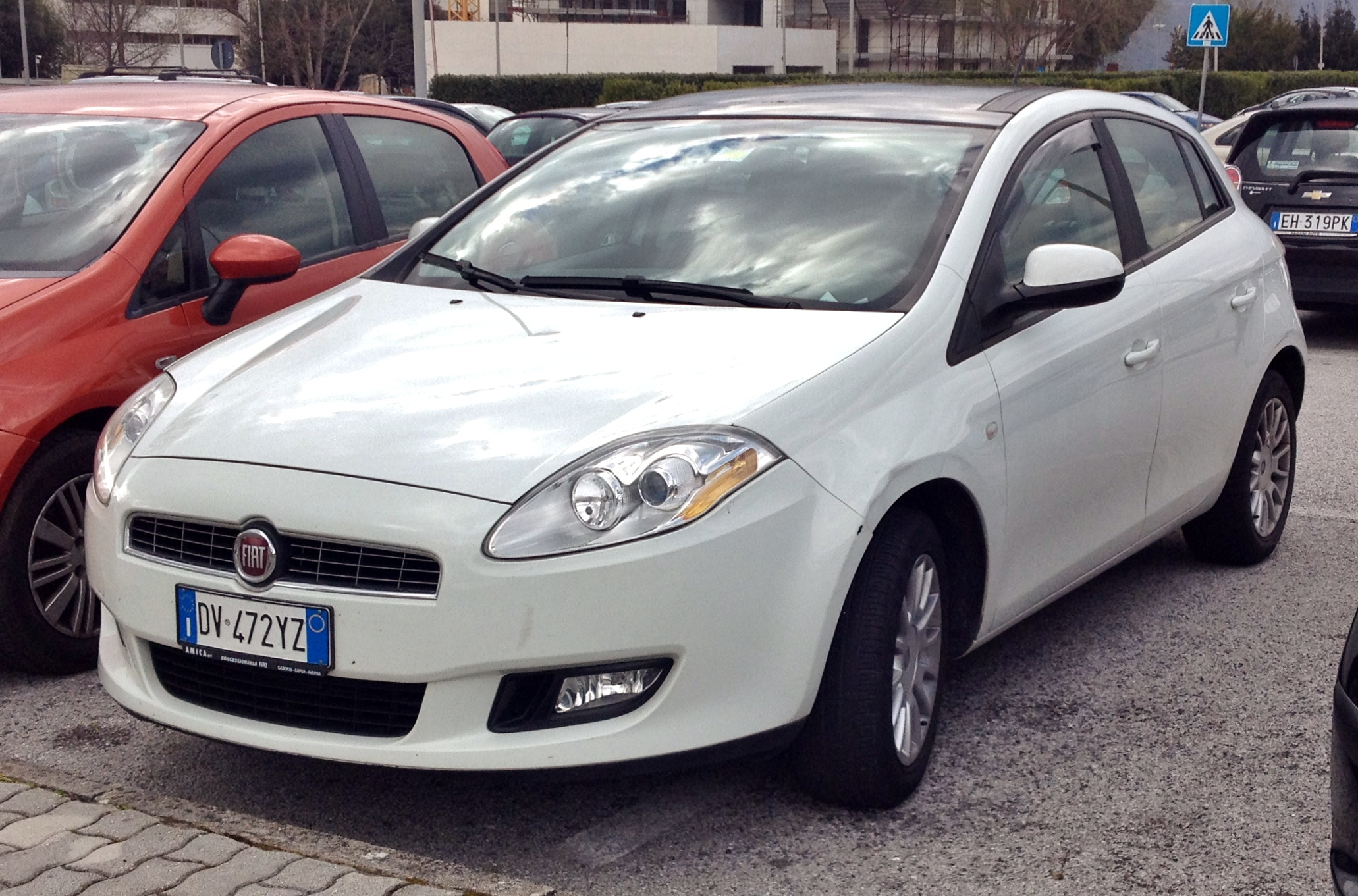
Fiat Bravo (2007–2014)

## Китай

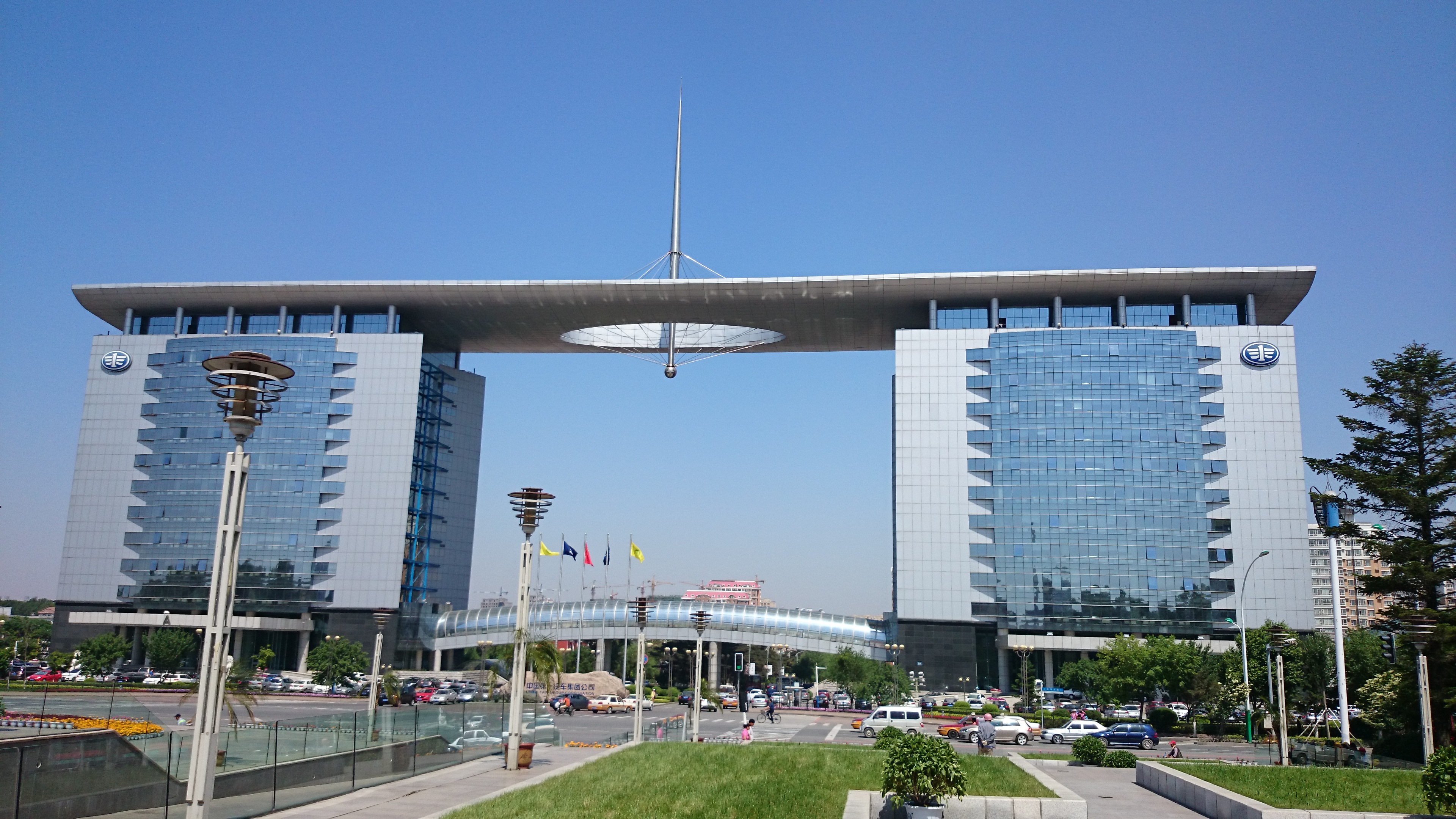
Штаб-квартира FAW Group в Чанчуні

Автомобільна промисловість Китаю має дещо більш ніж півстолітню історію. З початку 1990-х років вона розвивається дуже високими темпами. З 2008 року КНР є найбільшим авторинком в світі та найбільшим автовиробником в світі. З 2009 року Китай випускає автомобілів більше, ніж наступні два автовиробника (Сполучені Штати та Японія) разом узяті, або більше, ніж всі країни Європейського Союзу разом узяті.
Китай в даний час здатний виробляти повну лінійку автомобільної продукції. Основними китайськими компаніями є FAW, SAIC і Dongfeng. Іншими є Beijing Automotive Group, Brilliance Automotive, BYD, Chang'an (Chana), Geely, Chery, Jianghuai (JAC), Great Wall та GAC Group (Guangzhou Automobile Group). 

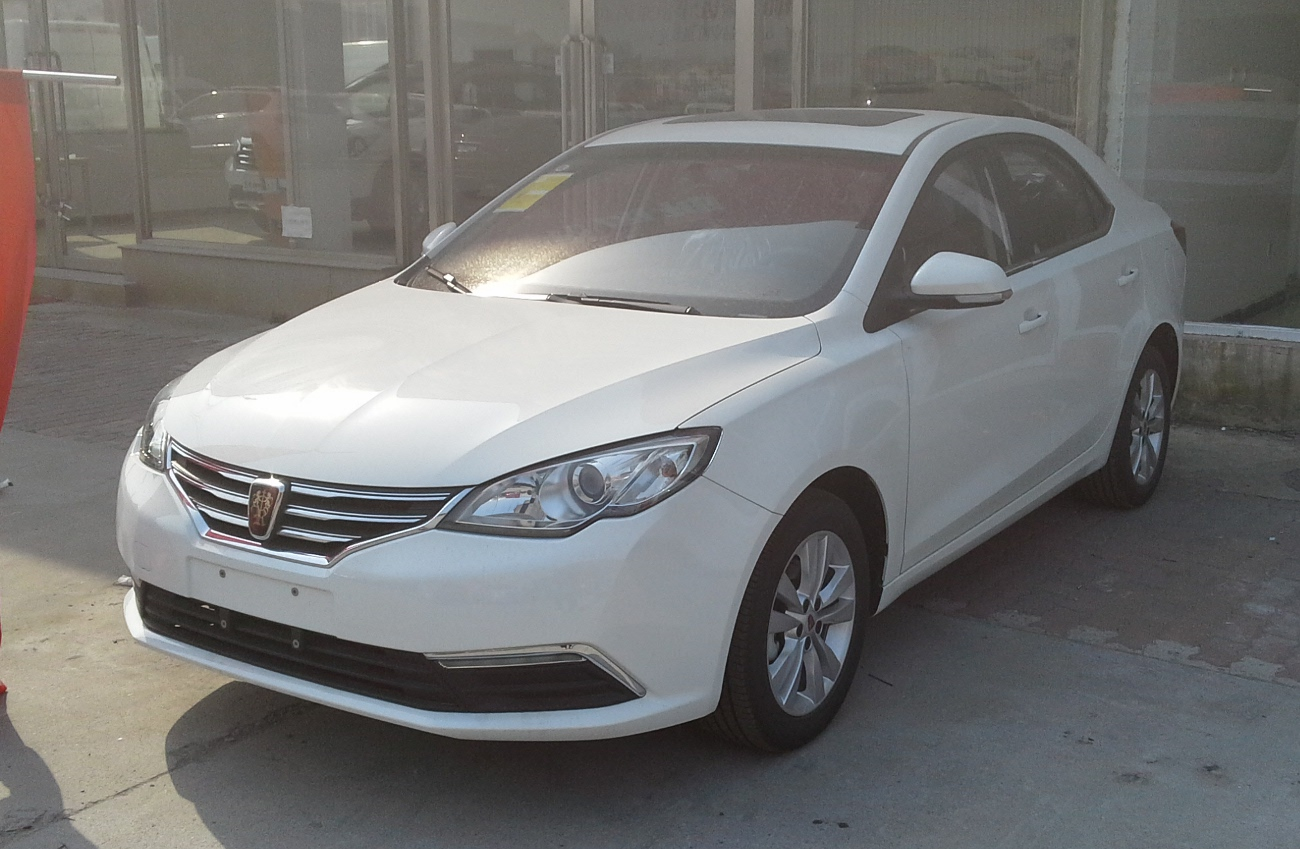
Roewe 360 (SAIC) (2015–дотепер)
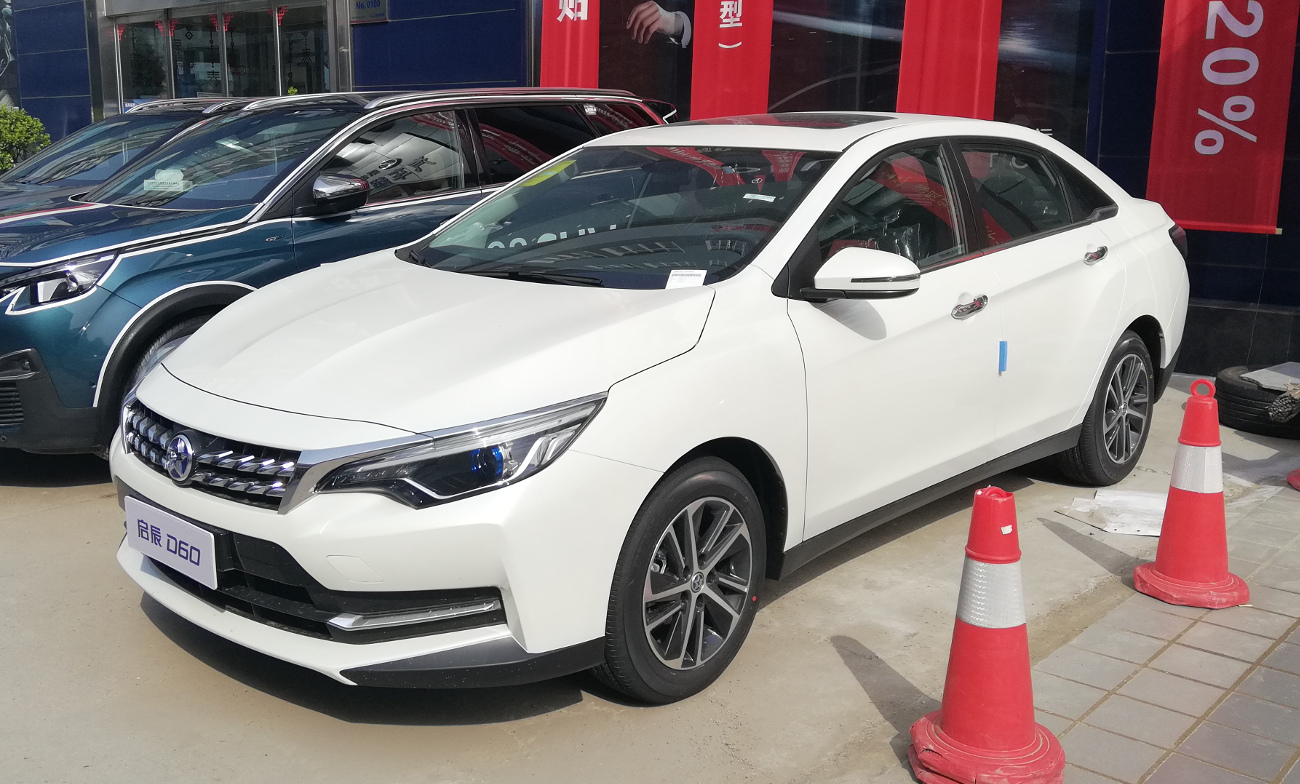
Venucia D60 (Dongfeng) (2017–дотепер)
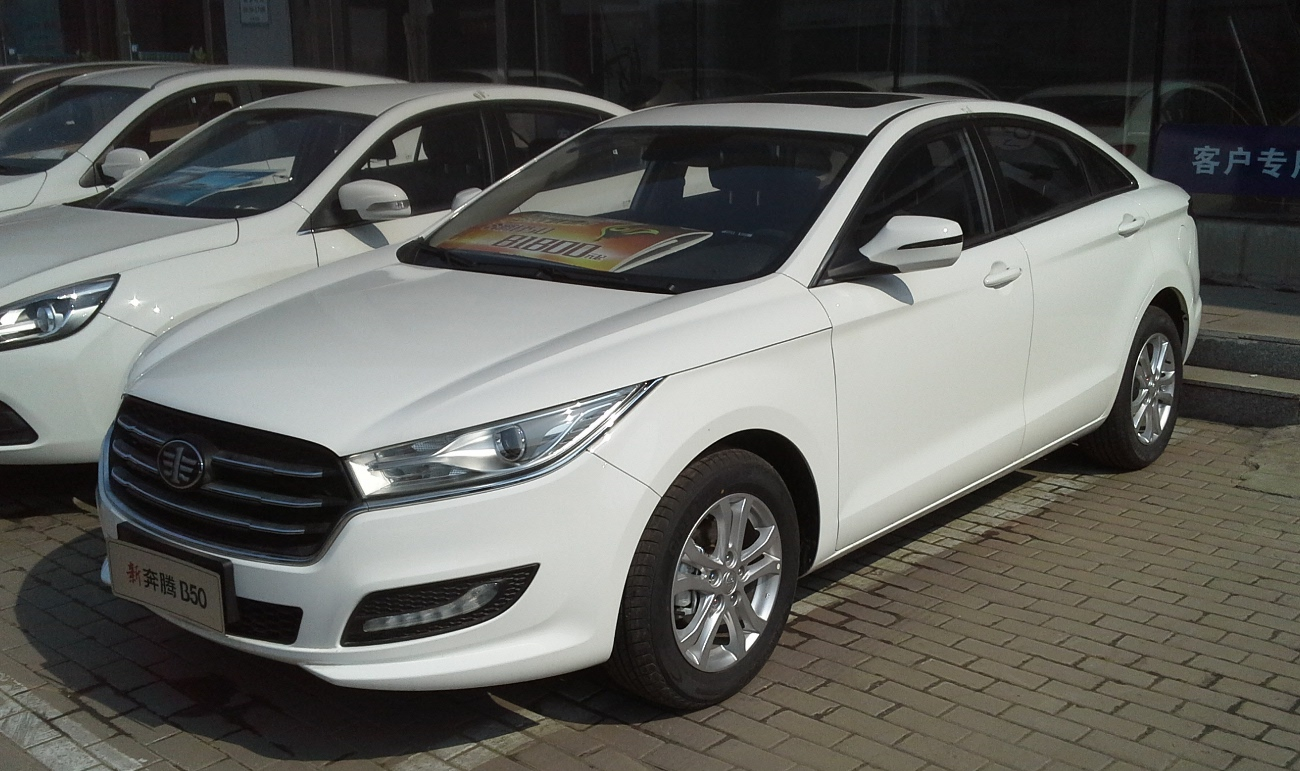
Besturn B50 (FAW) (2016–2019)

## Індія

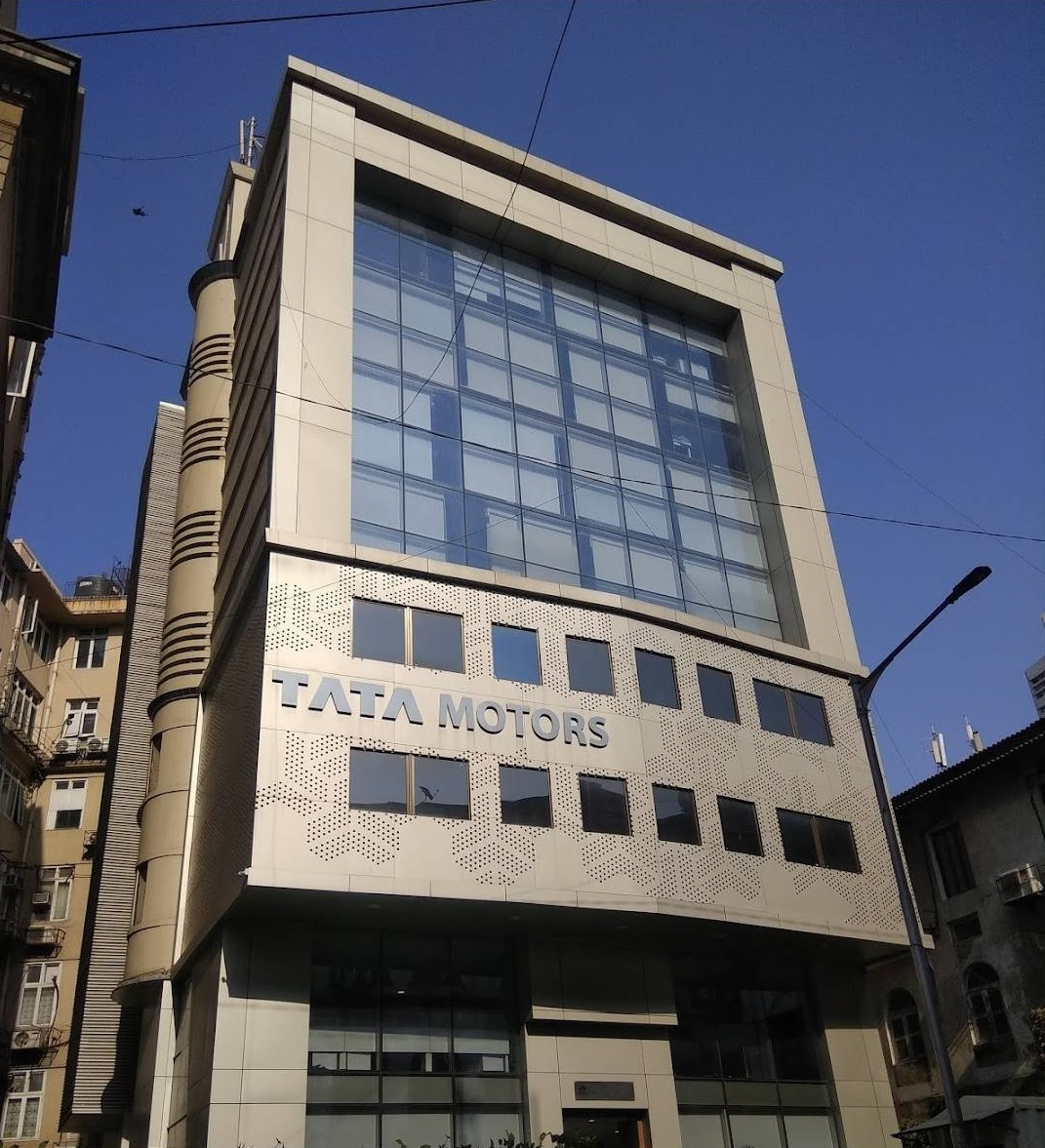
Штаб-квартира Tata Motors в Мумбаї

Автомобільна промисловість Індії є однією з найбільших в світі та однією з найбільш швидкозростаючих у світі. За виробництвом легкових та комерційних автомобілів Індія була шостим за величиною в світі виробником. Станом на 2016 рік Індія витіснила Південну Корею і стала п'ятим за величиною в світі виробником.
Автомобільна промисловість становить 7,1% від валового внутрішнього продукту країни (ВВП).
Загальний сегмент пасажирських автомобілів складає 13% ринку. 
Індія також є помітним експортером авто і має сильні очікування зростання експорту на найближче майбутнє. У 2014—2015 фінансових роках, експорт автомобілів виріс на 15 % порівняно з минулим роком. Крім того, деякі ініціативи уряду Індії і великих автомобільних гравців на індійському ринку, як очікується, мають зробити Індію лідером на ринку двоколісних (2W) і чотириколісних (4W) транспортних засобів в світі до 2020 року.

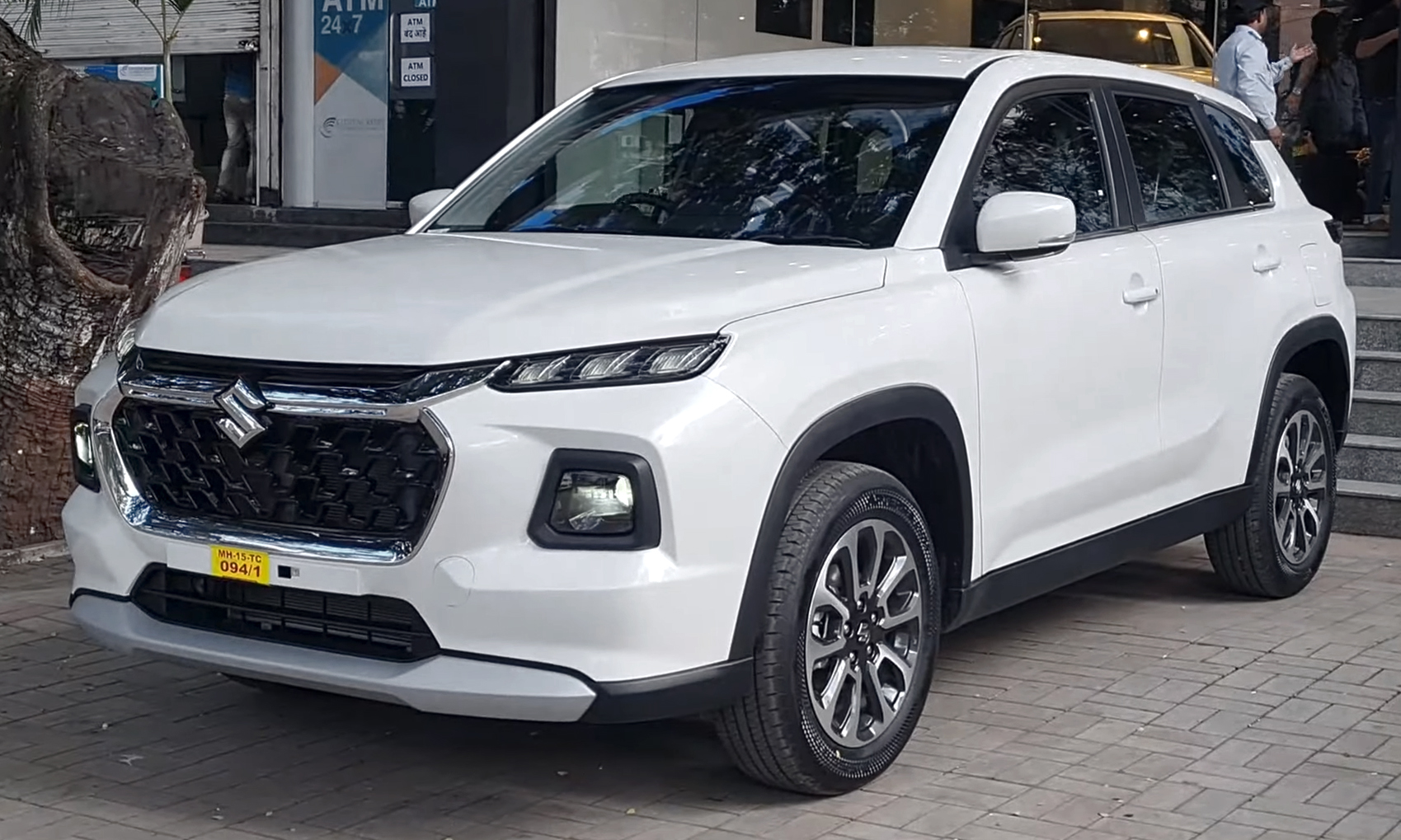
Maruti Suzuki Grand Vitara (2022–дотепер)
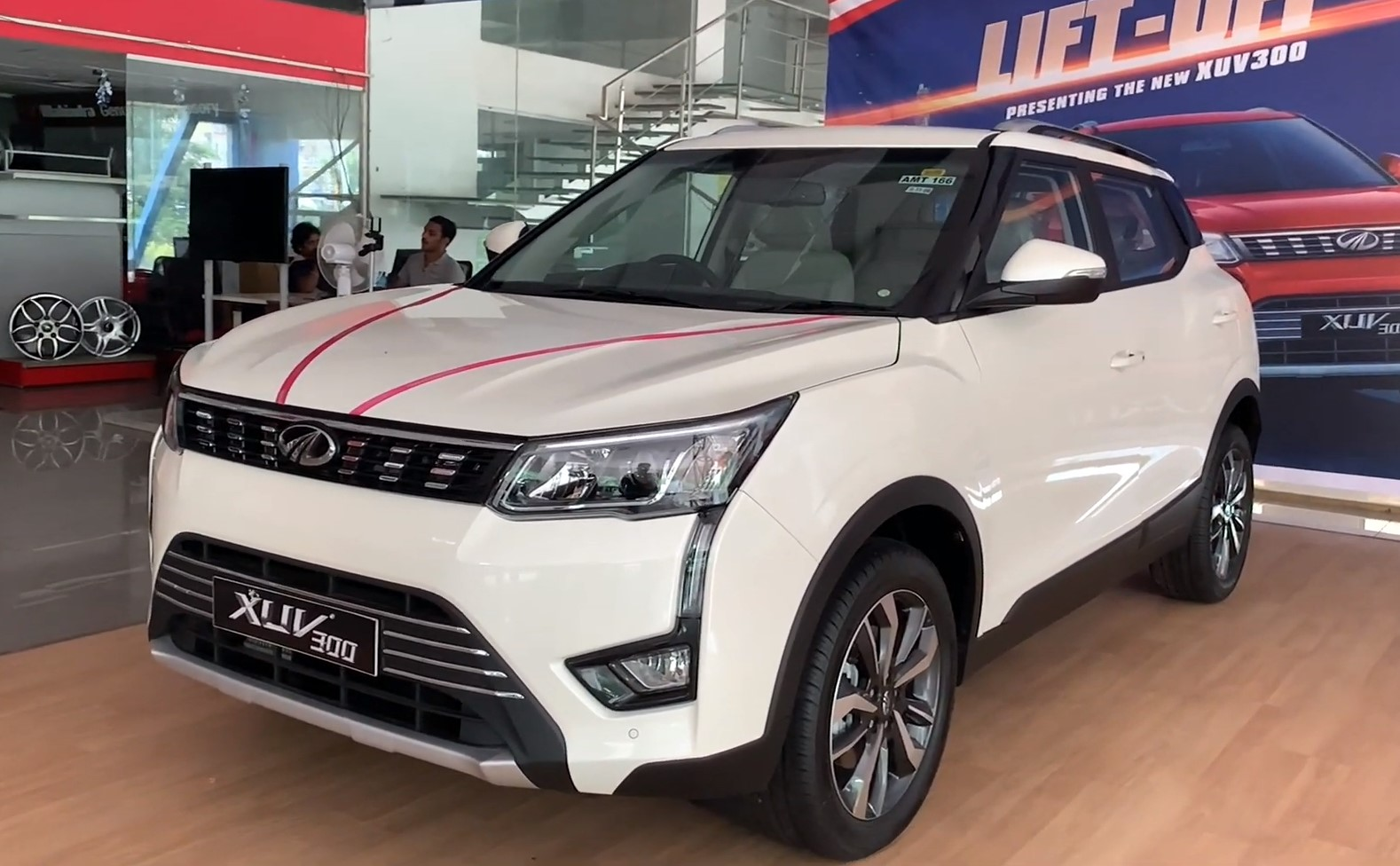
Mahindra XUV300 (2019–дотепер)
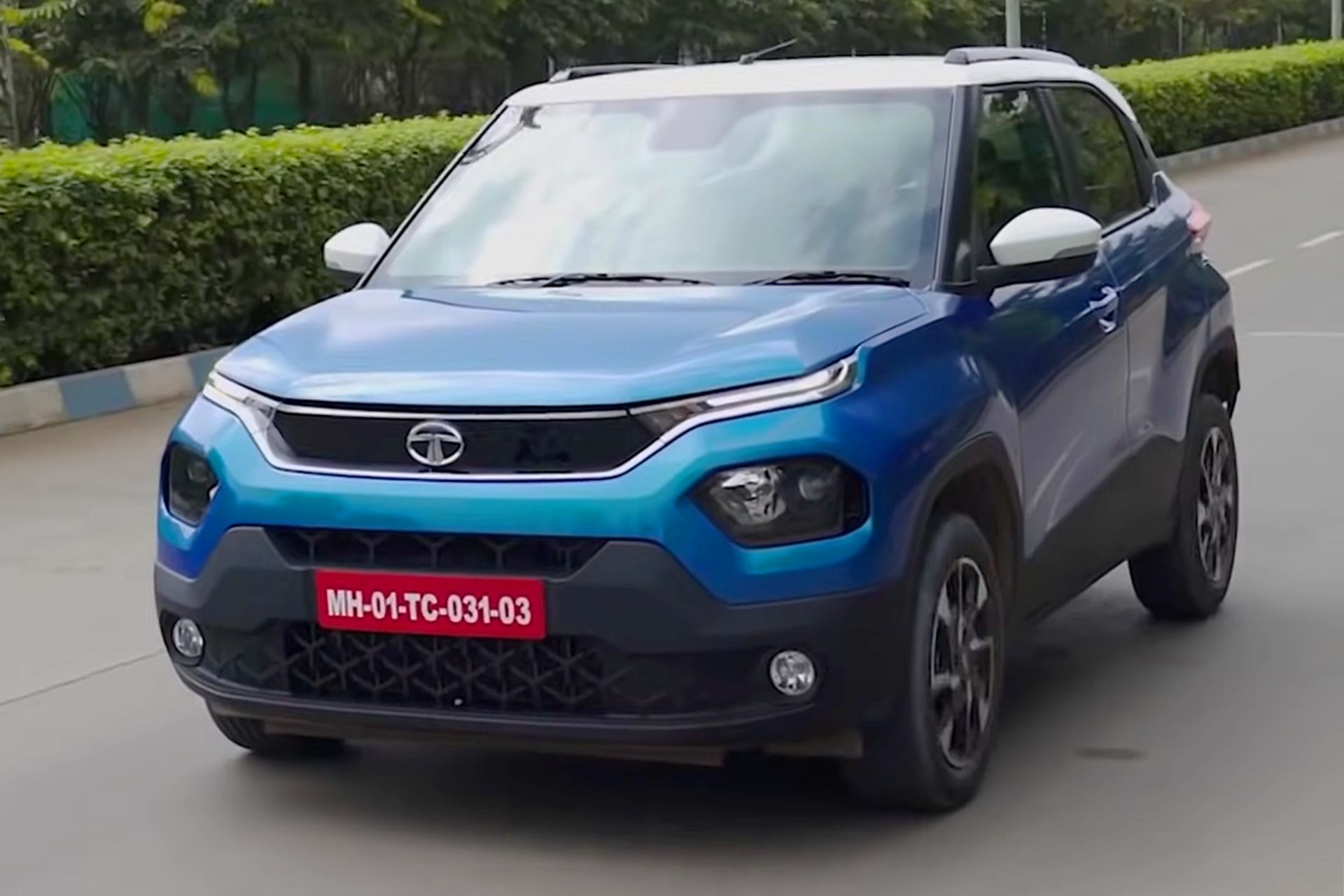
Tata Punch (2021–дотепер)

## Південна Корея

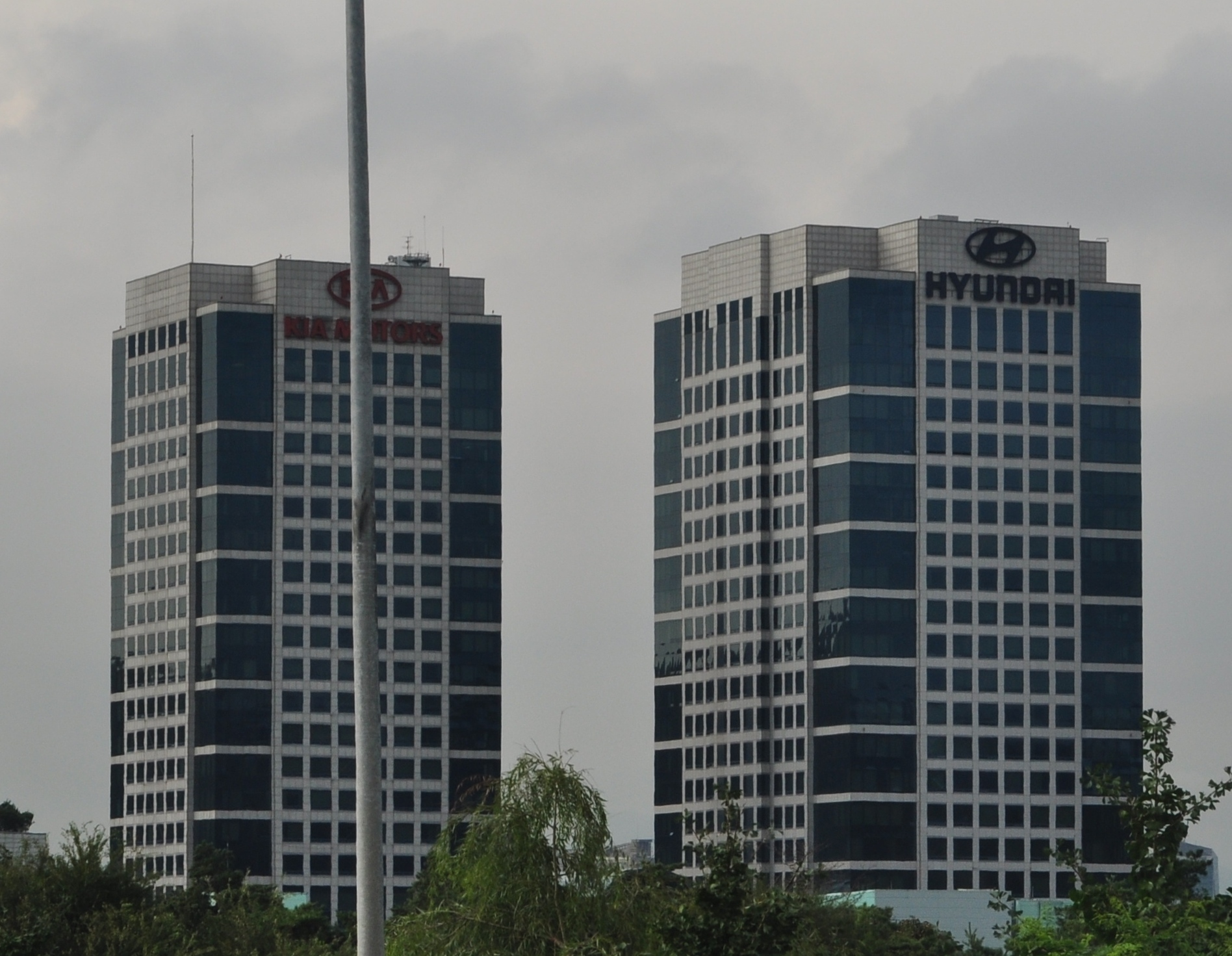
Штаб-квартира Hyundai Motor Company в Сеулі

Автомобільна промисловість Південної Кореї — галузь промисловості і економіки Південної Кореї.
За величиною виробництва займає 6-те місце в світі і 4-те місце в Азії (після Китаю, Японії та Індії). Частка автомобільної промисловості Південної Кореї становить більш ніж 5% світового виробництва, а корейські автомобілі широко відомі в Азії і Європі.
В країні п'ять основних підприємств, які виробляють автомобільну продукцію — Hyundai Motor, Kia Motors, GM Korea, SsangYong Motor Company та Renault Samsung Motors.

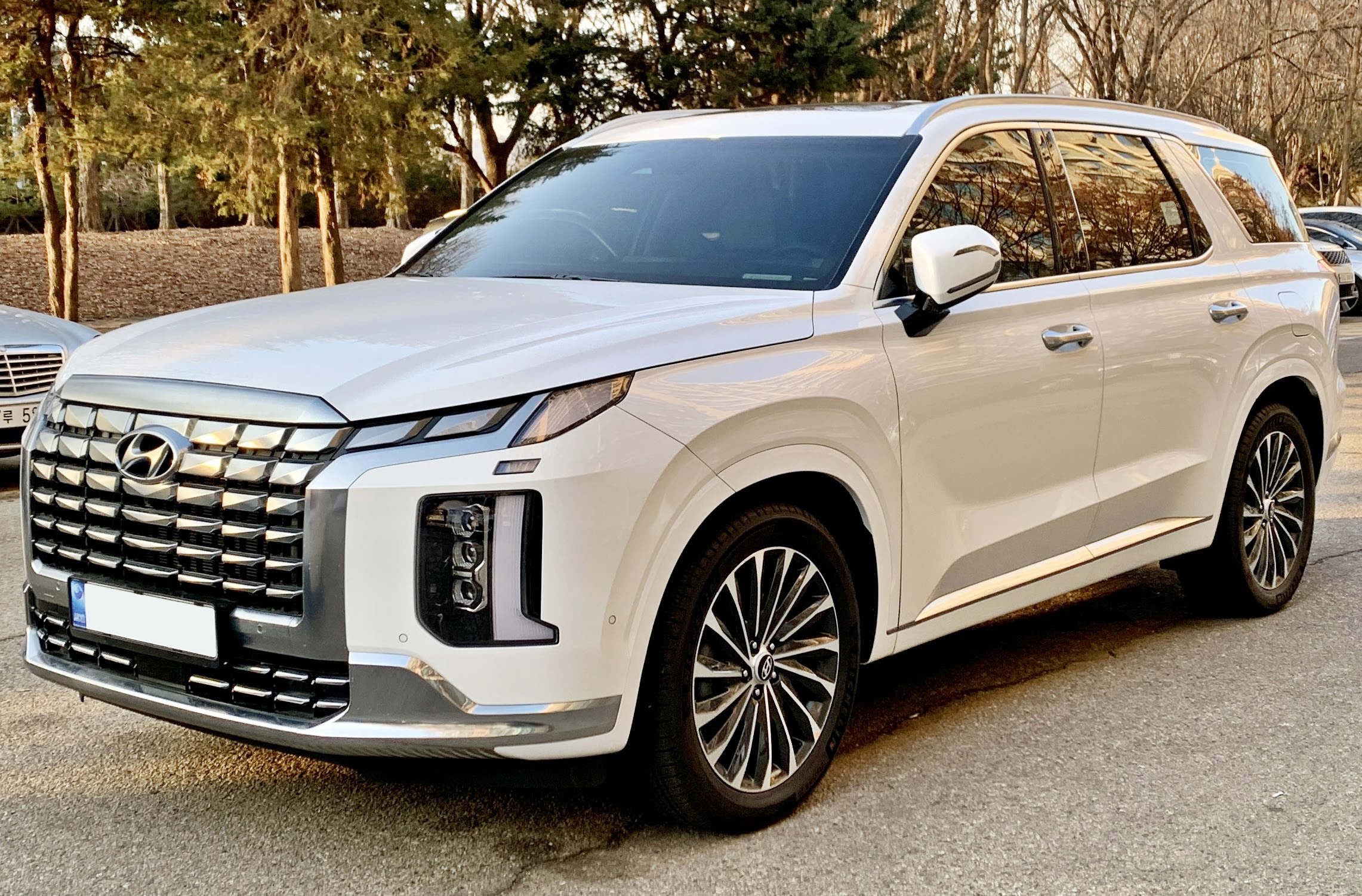
Hyundai Palisade (2018–дотепер)
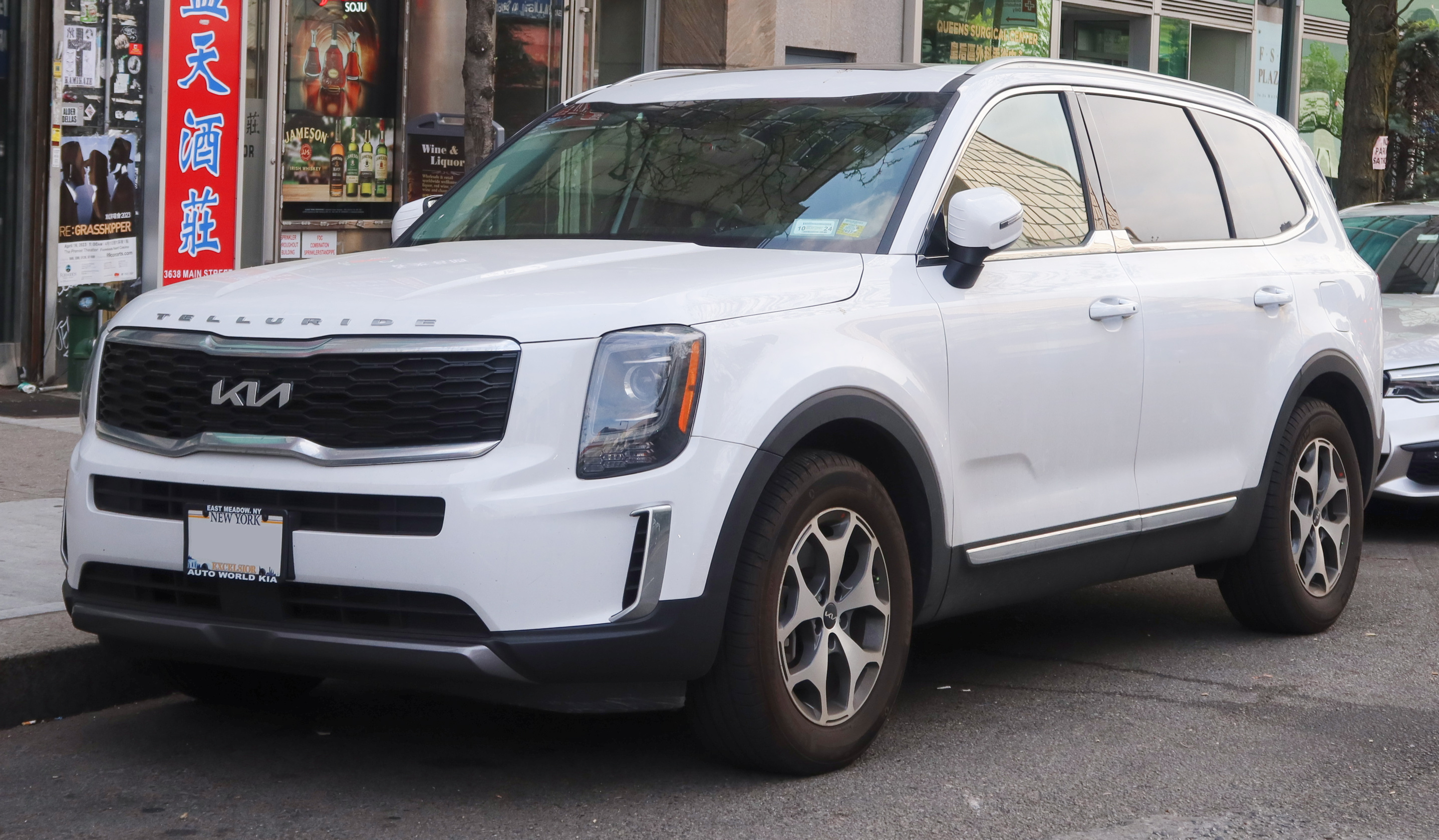
Kia Telluride (2019–дотепер)
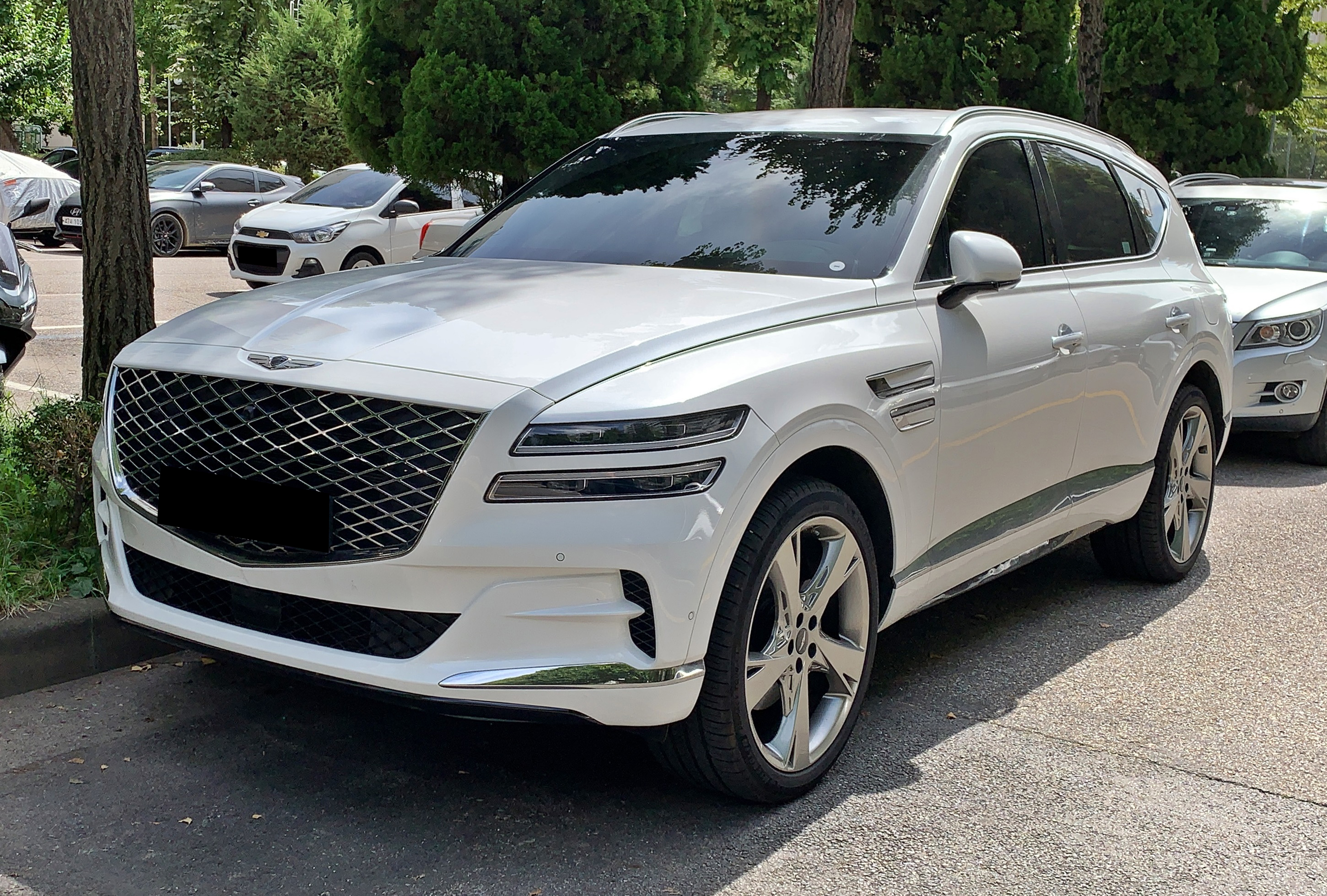
Genesis GV80 (2020–дотепер)

## Австралія

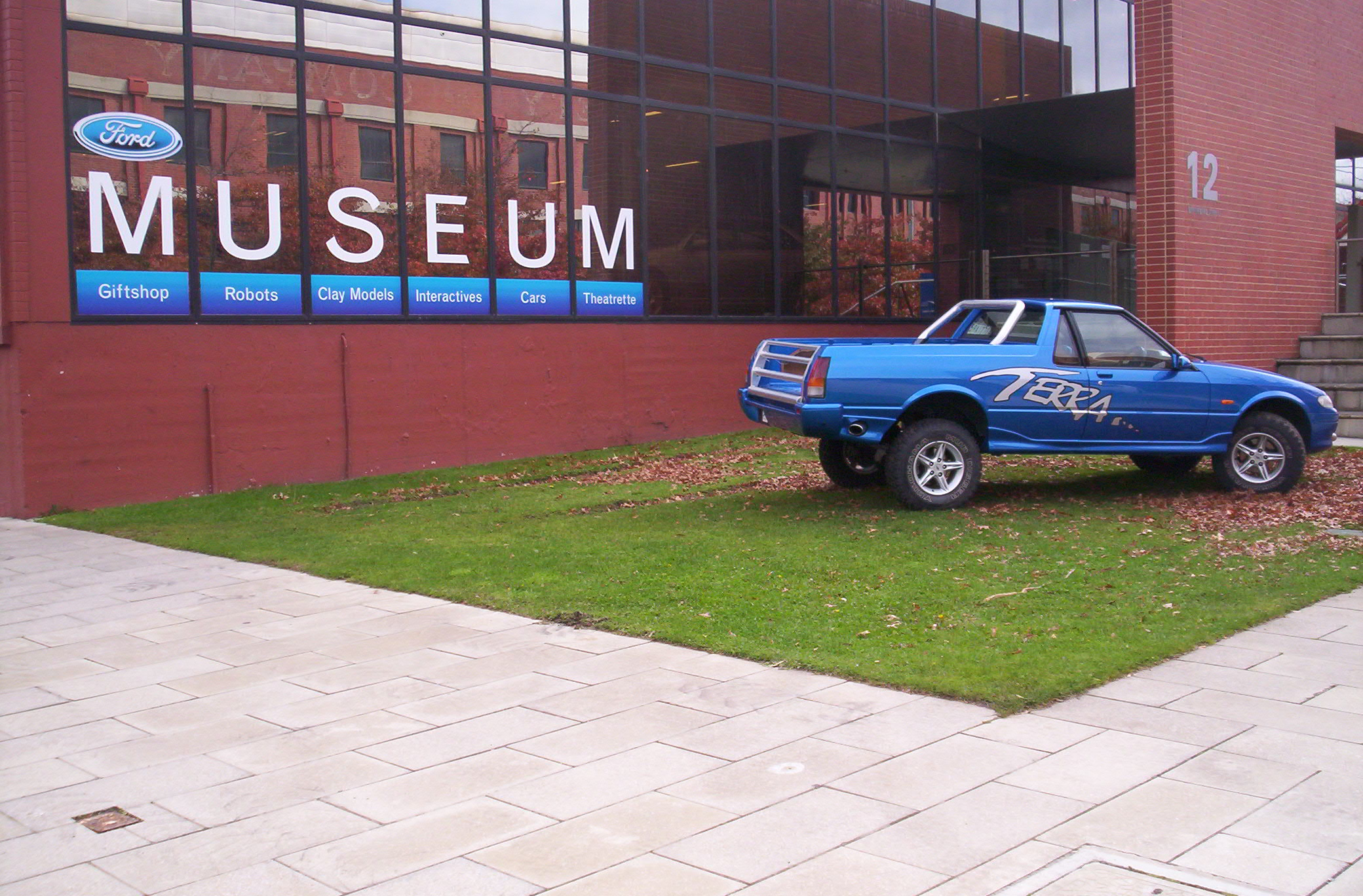
Ford Museum

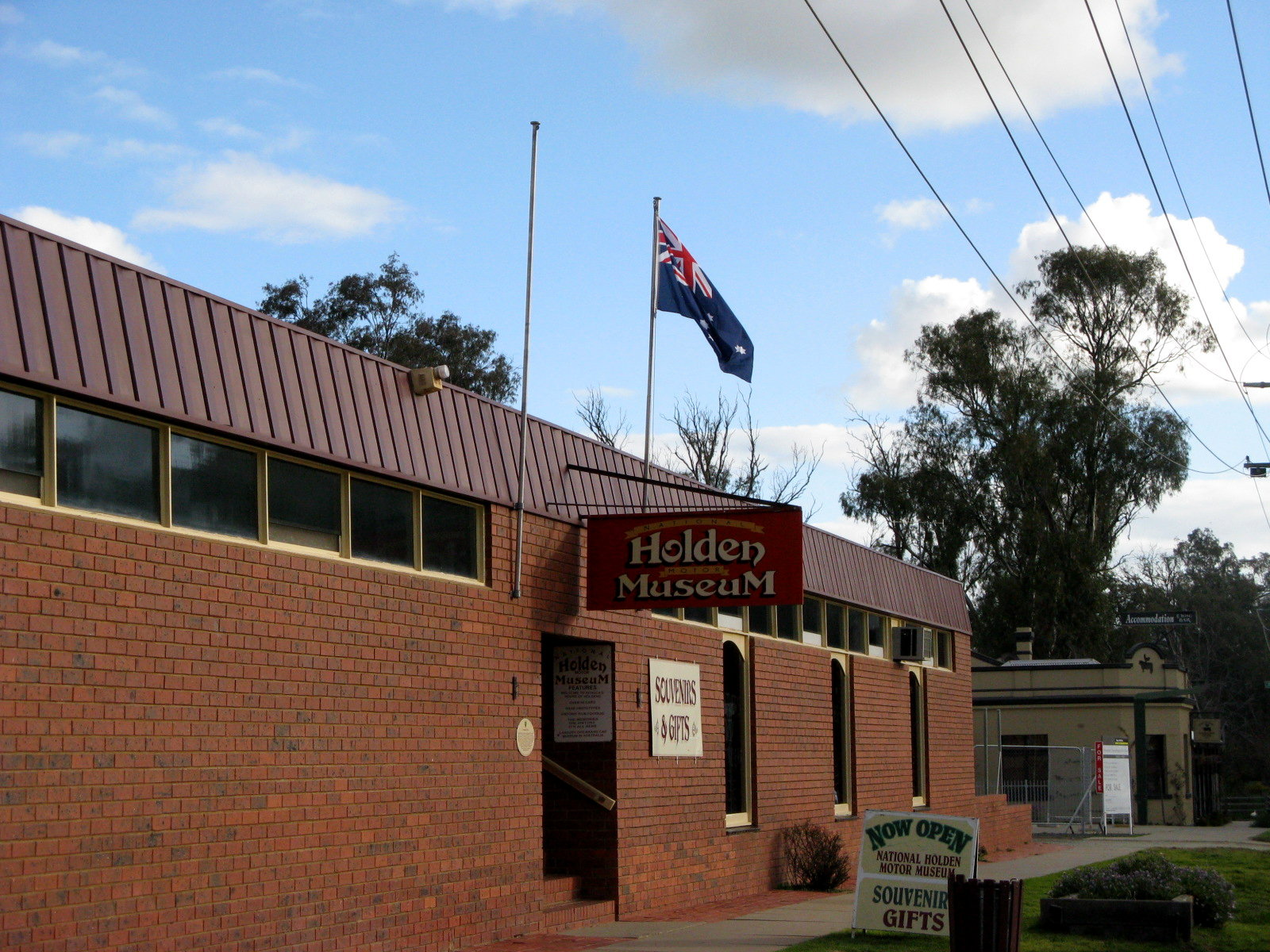
National Holden Museum

Автомобільна промисловість Австралії — галузь економіки Австралії.
Значна автомобільна промисловість була в Австралії виникла у XX столітті, коли на австралійському континенті відкрилися заводи іноземних автовиробників. Першим великим автовиробником був Ford Motor Company of Australia, а першим масовим автомобілем розробленим в Австралії був випущений в 1948 році Holden.
Австралійське виробництво автомобілів виросло до максимуму в майже півмільйона автомобілів в 1970-ті роки (10-те місце в світі) і перевищило 400,000 в 2004 році. Відмінною ознакою австралійського автопрому була розробка та виробництво легкових автомобілів великого розміру. До 2009 року загальний обсяг виробництва впав приблизно до 175,000 автомобілів на рік, а домінуюче становище на ринку зайняли автомобілі, які ввозяться з Азії та Європи.
Австралія є однією з небагатьох країн, яка має власні компанії, які займаються розробкою і виробництвом автомобілів.
Станом на 2015 автомобілі розроблені в Австралії виробляли Holden (дочірня компанія General Motors) та Ford Australia. Toyota Australia  здійснювала складання місцевих версій японських моделей, зокрема Camry. Проте заводи з виробництва двигунів і автомобілів Ford Australia закрилися в жовтні 2016 року, а заводи Holden та Toyota Australia закрилися наприкінці 2017 року. Конструкторські підрозділи Holden і Ford Australia продовжили роботу і навіть розширили діяльність, таким чином Австралія залишилася однією з небагатьох країн, здатною проектувати автомобілі для масового ринку з нуля.  Станом на 2020 рік Holden було закрито та більше не продаватиметься як бренд GM.

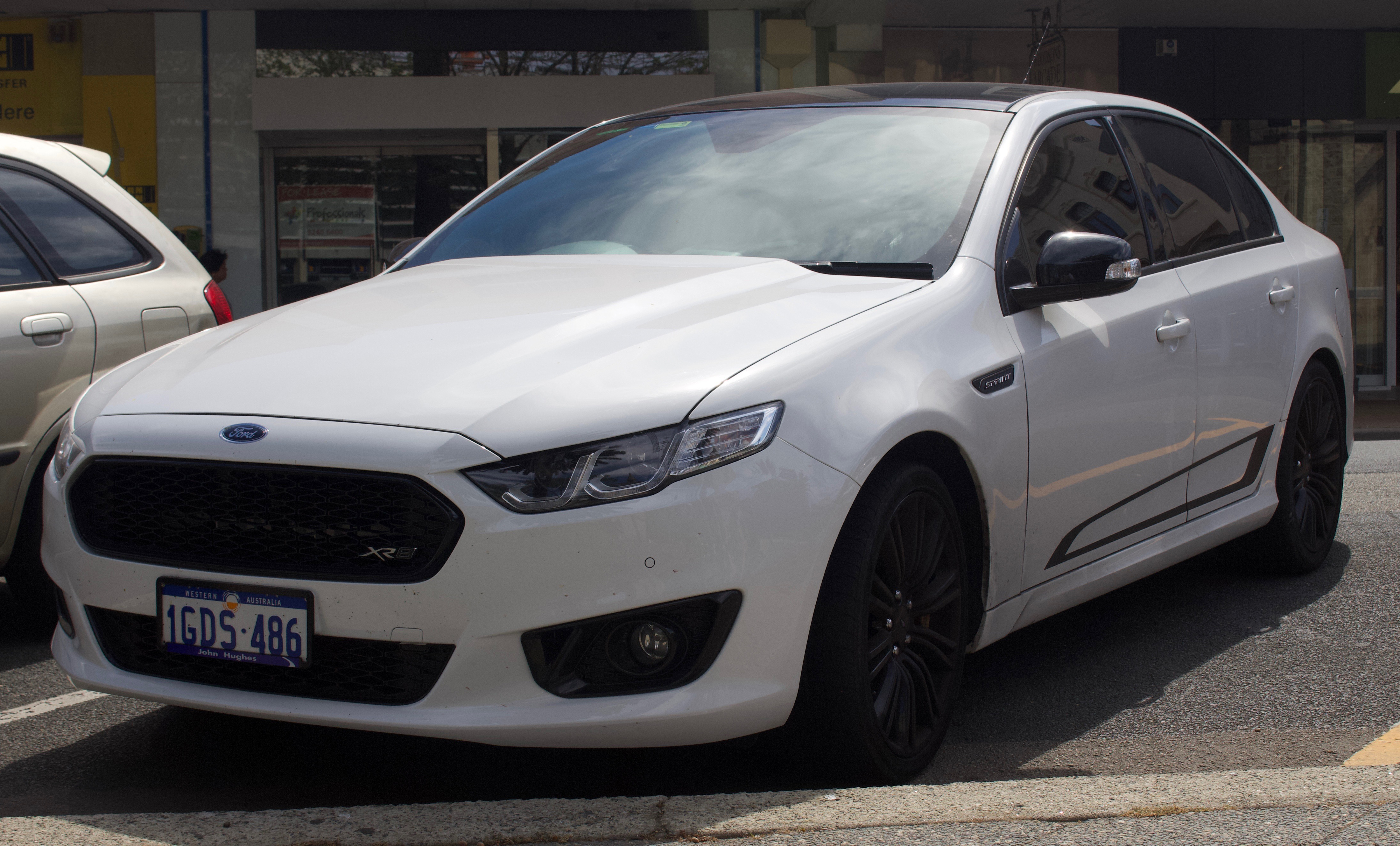
Ford Falcon (FG X) (2014–2016)
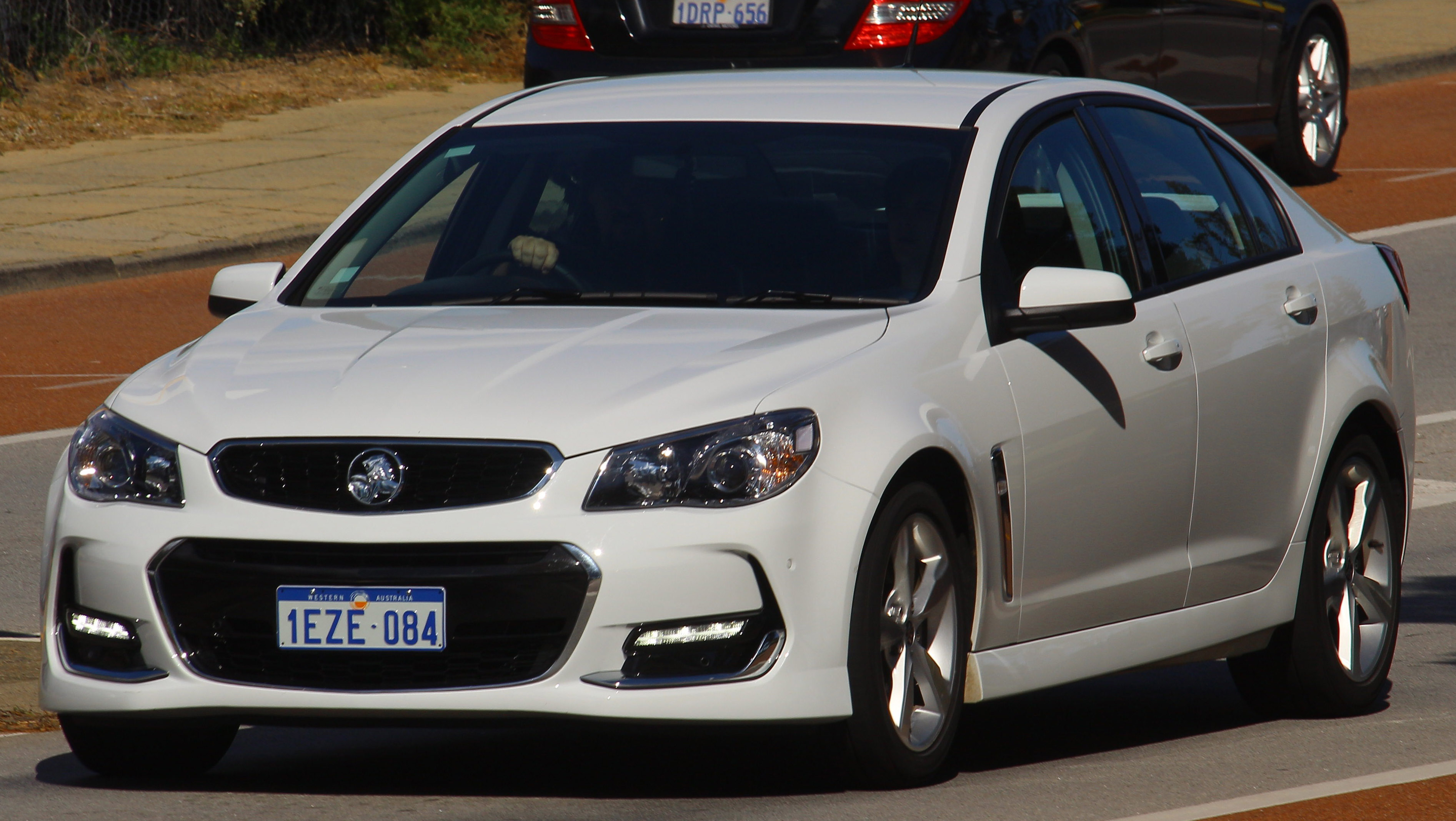
Holden Commodore (VF) (2013–2017)
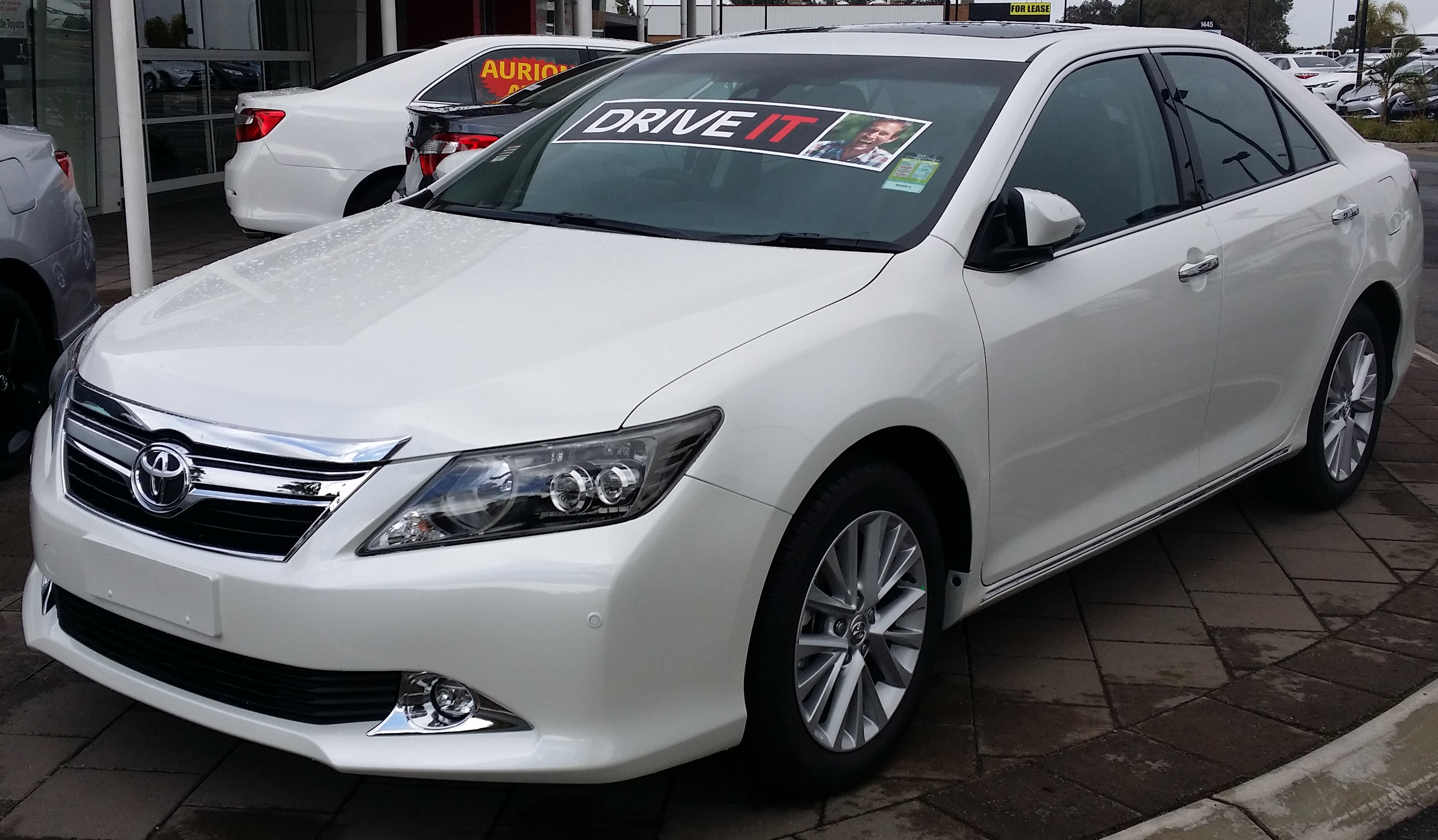
Toyota Camry (XV50) (2011–2017)